# Crewe Hall

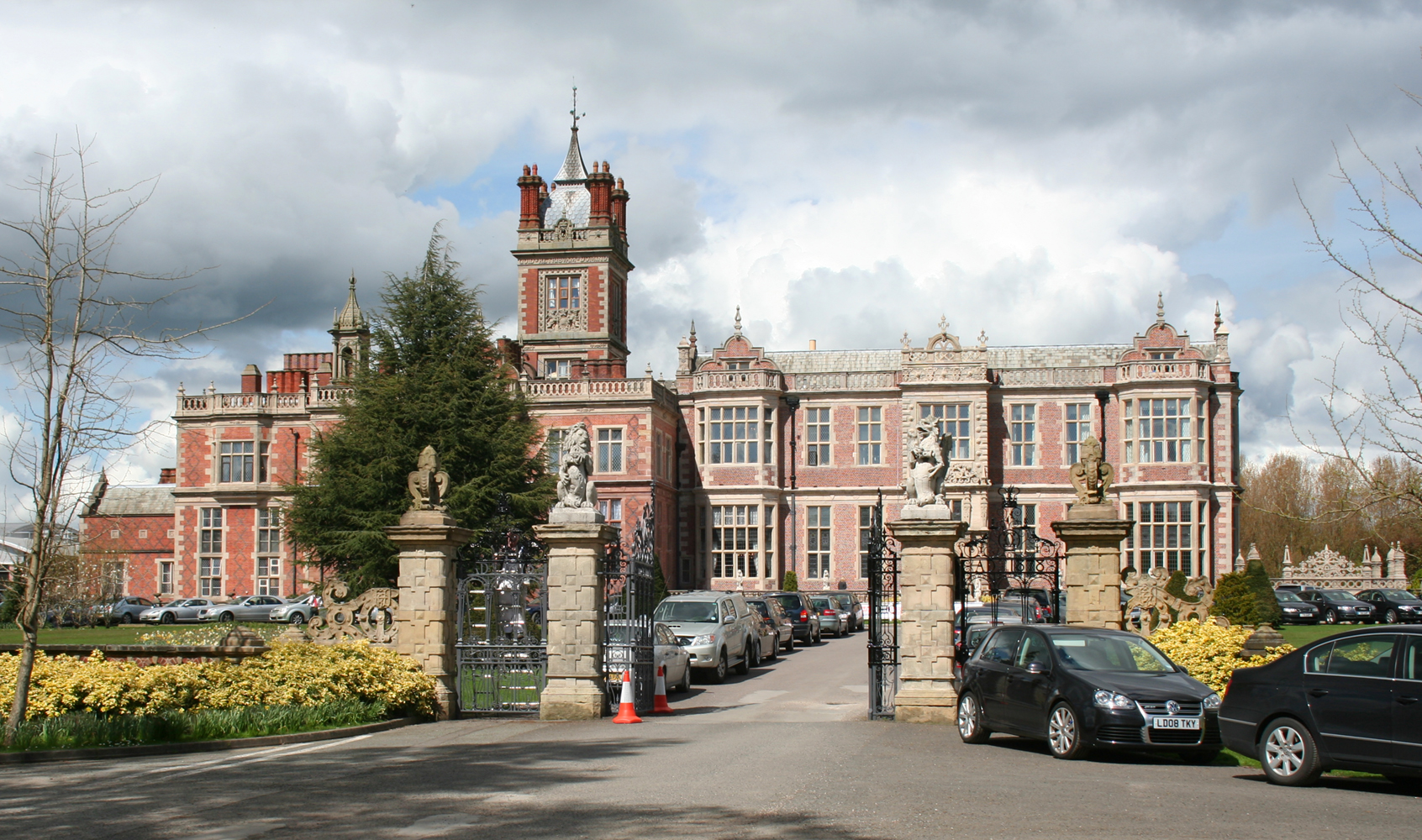
Crewe Hall: Südfassade und Eingangstore

Crewe Hall ist ein Herrenhaus im jakobinischen Stil in der Nähe des Dorfes Crewe Green östlich von Crewe im englischen Cheshire. Nikolaus Pevsner (1902–1983) beschreibt es als eines der zwei edelsten Beispiele dieses Baustils in Cheshire. English Heritage listete es als historisches Gebäude I. Grades. Es wurde in den Jahren 1615–1636 für Sir Randolph Crewe gebaut und war im 17. Jahrhundert eines der größten Häuser im County. Man sagte, es „brachte London nach Cheshire“.
Das Landhaus wurde Ende des 18. Jahrhunderts von Edward Blore im frühen viktorianischen Stil erweitert und verändert. Nach einem Brand 1866 wurde es von Edward Middleton Barry umfassend restauriert, was als eine seiner besten Arbeiten gilt. Weitere Künstler und Handwerker, die an dieser Restaurierung beteiligt waren, waren John Birnie Philip, John Gregory Crace, Henry Weekes und die Firma Clayton and Bell. Die Innenräume sind sorgfältig dekoriert und enthalten viele Holzschnitzereien, Kaminsimse und Stuckarbeiten, von denen einige aus jakobinischer Zeit stammen.
Der Park wurde im 18. Jahrhundert von Lancelot Brown, William Emes, John Webb und Humphry Repton angelegt. Die formellen englischen Gärten stammen von W. A. Nesfield aus dem 19. Jahrhundert. Auf dem Anwesen befinden sich Bauernhöfe, die von Nesfields Sohn William Eden Nesfield angelegt wurden, von dem Pevsner annimmt, dass er Techniken wie das Fliesen und das Pargeting (eine spezielle Art von Rauputz) in Cheshire eingeführt hat. Das Stallgeviert stammt aus derselben Zeit wie das Landhaus und ist als historisches Gebäude II. Grades gelistet.
Crewe Hall blieb bis 1936 der Sitz verschiedener Familienlinien der Crewes. Dann wurde das Land an das Herzogtum Lancaster verkauft. Im Zweiten Weltkrieg diente das Haus als Büro und dann fast 30 Jahre lang als Hauptverwaltung der Wellcome Foundation. Seit 2013 beherbergt es ein Hotel, ein Restaurant und ein Fitnessstudio.

## Geschichte

### Sir Randolph Crewe, Bürgerkrieg und Restaurierung

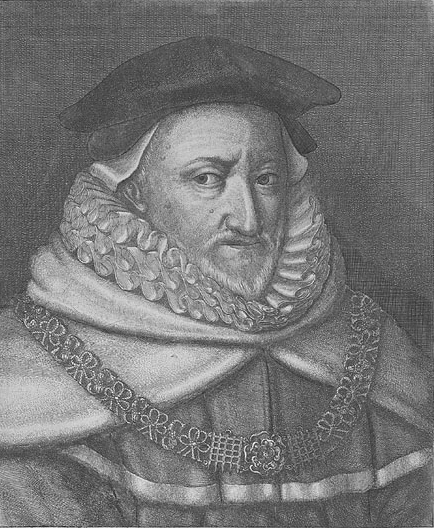
Sir Randolph Crewe

Crewe Green war im 12. und 13. Jahrhundert Sitz der Familie Crewe (oder de Criwa). Sie bauten 1170 dort ein holzgerahmtes Herrenhaus. 1319 ging das Herrenhaus durch Heirat von Johanna de Crewe mit Richard de Praers an die Familie de Praers aus Barthomley über. Später im 14. Jahrhundert ging der Besitz an die Familie Fouleshurst (oder Foulehurst) über, die das Herrenhaus zusammen mit Barthomley bis zur Aufspaltung des Besitzes um 1575 hielten. Der Erwerb des Landes durch Sir Christopher Hatton führte zu rechtlichen Problemen. Von dessen Erben kaufte Sir Randolph Crewe (1559–1646) im Jahre 1608 für über 6000 £ einen wesentlichen Teil der Ländereien, u. a. Crewe, Barthomley und Haslington.
Randolph Crewe wurde im nahegelegenen Nantwich als Sohn eines Gerbers geboren, wurde Richter, Parlamentsmitglied und schließlich Speaker (Vorsitzender) des House of Commons. Sein Vermögen erwarb er aus seiner erfolgreichen Tätigkeit am Court of Chancery und anderen Londoner Gerichten. Er diente auch kurzzeitig von 1625 bis 1626 als Lord Chief Justice, wurde dann aber von König Karl I. entlassen, weil er sich weigerte, einen erzwungenen Kredit ohne Zustimmung des Parlaments gutzuheißen. Seinen erzwungenen Ruhestand verbrachte er zum Teil in seinem Londoner Haus und zum Teil auf seinem Anwesen in Crewe. 1615 begann er mit dem Bau eines festen Landhauses in Crewe, entweder anschließend an das alte Haus, das damals in schlechtem Zustand war, oder nach Abriss desselben. Er schrieb später, dass “it hath pleased God of his abundant goodness to reduce the house and Mannor of the name to the name againe” (dt.: „es Gott in seiner übermäßigen Güte gefallen habe, das Haus und Anwesen dieses Namens wieder auf den Namen zu reduzieren.“)

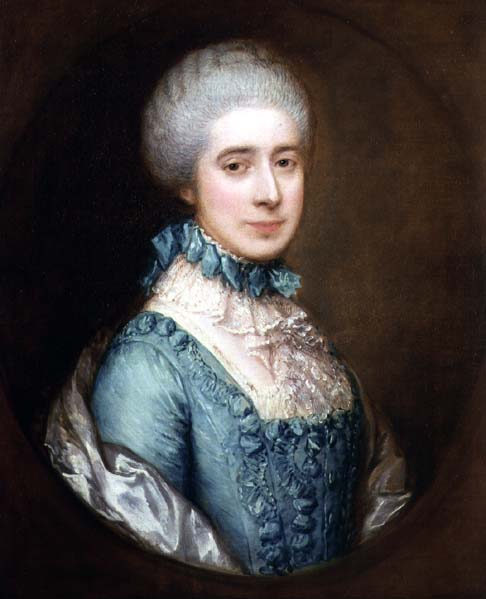
Frances Crewe, Gemälde von Thomas Gainsborough

Einige Jahre nach der Fertigstellung des Herrenhauses 1636 brach der englische Bürgerkrieg aus. Wie die meisten Juristenfamilien in Cheshire waren auch die Crewes Roundheads und das Landhaus diente als Garnison. Im Dezember 1643 besetzten royalistische Truppen unter Befehl von Lord Byron die Gegend, als sie Nantwich, eine Roundhead-Hochburg im ersten englischen Bürgerkrieg ca. 8 km südwestlich, umzingelten. Ein zeitgenössischer Tagebuchschreiber, Edward Burghall, Vikar im nahegelegenen Acton, beschreibt die folgenden Ereignisse: „Die Royalisten besetzten Crewe Hall, wo sie am Johannistag im Hause 60 Leute erschlugen und viele verwundeten, aber da sie Lebensmittel und Munition wollten, waren sie gezwungen, es am folgenden Tag wieder aufzugeben, und sie selbst – 136 Mann – wurden zu Gefangenen, aufrechte und tapfere Soldaten, die ihr Quartier nahmen, wo ihr Leben geschont wurde.“ Am 4. Februar 1644, kurz nach dem entscheidenden Sieg der Roundheads in der Schlacht von Nantwich wurde das Herrenhaus wieder von den Truppen von Sir Thomas Fairfax eingenommen.
Sir Randolph Crewe starb einige Jahre später, noch vor dem Ende des ersten englischen Bürgerkrieges. Die männliche Linie der Familie starb 1684 aus und das Herrenhaus gelangte in die Hände der Familie Offley, da Anne Crewe, Großenkelin von Sir Randolph Crewe, John Offley von Madeley Old Manor geheiratet hatte. Ihr ältester Sohn, der ebenfalls John hieß und von 1681 bis 1749 lebte, nahm 1708 den Namen Crewe an. Die Familie Offley-Crewe war damals sehr reich: Das Einkommen von John Offley-Crewe wird im Jahr seines Todes mit 15.000 £ pro Jahr angegeben. Sowohl John Offley-Crewe als auch sein Sohn John Crewe (1709–1752) waren Mitglieder des House of Commons für Cheshire.

### Barone Crewe und Marquess of Crewe

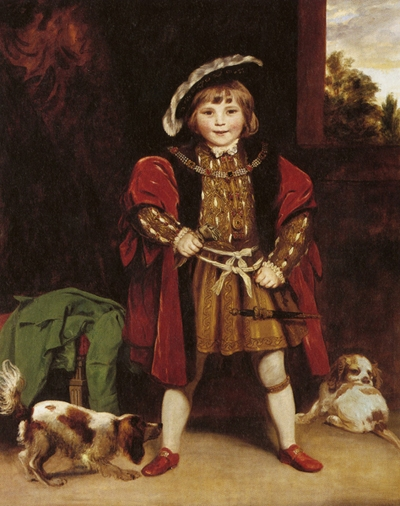
John Crewe, 2. Baron Crewe als Kind, Gemälde von Sir Joshua Reynolds (etwa 1775)

Anne Crewes Großenkel, John Crewe (1742–1829), wurde 1806 zum ersten Baron Crewe gemacht. Er war ein prominenter Whig-Politiker und lebenslanger Freund und Unterstützer von Charles James Fox; seine Frau, Frances Crewe, geborene Greville, (1748–1818) war eine berühmte Schönheit und politische Gastgeberin, die verschwenderische Feste im Herrenhaus gab. Der soziale Zirkel der Crewes umfasste viele damals große Namen und zu den Besuchern des Herrenhauses zählten z. B. die Politiker Fox und George Canning, der Philosoph Edmund Burke, der Dramatiker Richard Brinsley Sheridan, der Dichter William Spencer, der Musikhistoriker Charles Burney und die Maler Sir Joshua Reynolds und Sir Thomas Lawrence. John Crewe ließ den Park neu gestalten und das Herrenhaus ausbauen. Auch die Innenräume wurden neu eingerichtet, und zwar im damals modernen klassizistischen Stil. Etwa 40 Jahre später wandte sein Enkel Hungerford Crewe viel Geld auf, um die Räume im sympathischeren jakobethanischen Stil umzudekorieren.
1857 wurde das Haus für 10.000 £ versichert; der Hausrat umfasste damals Bücher und Weine (versichert für £ 2250), mathematische Instrumente und Musikinstrumente (versichert für 250 £) und Gemälde (versichert für 1000 £). Die Kunstsammlung umfasste verschiedene Familienporträts und andere Arbeiten von Sir Joshua Reynolds, die vor dem Brand Anfang Januar 1866 gerettet wurden. Umfangreiche Renovierungen für Hungerford Crewe wurden 1870 abgeschlossen.

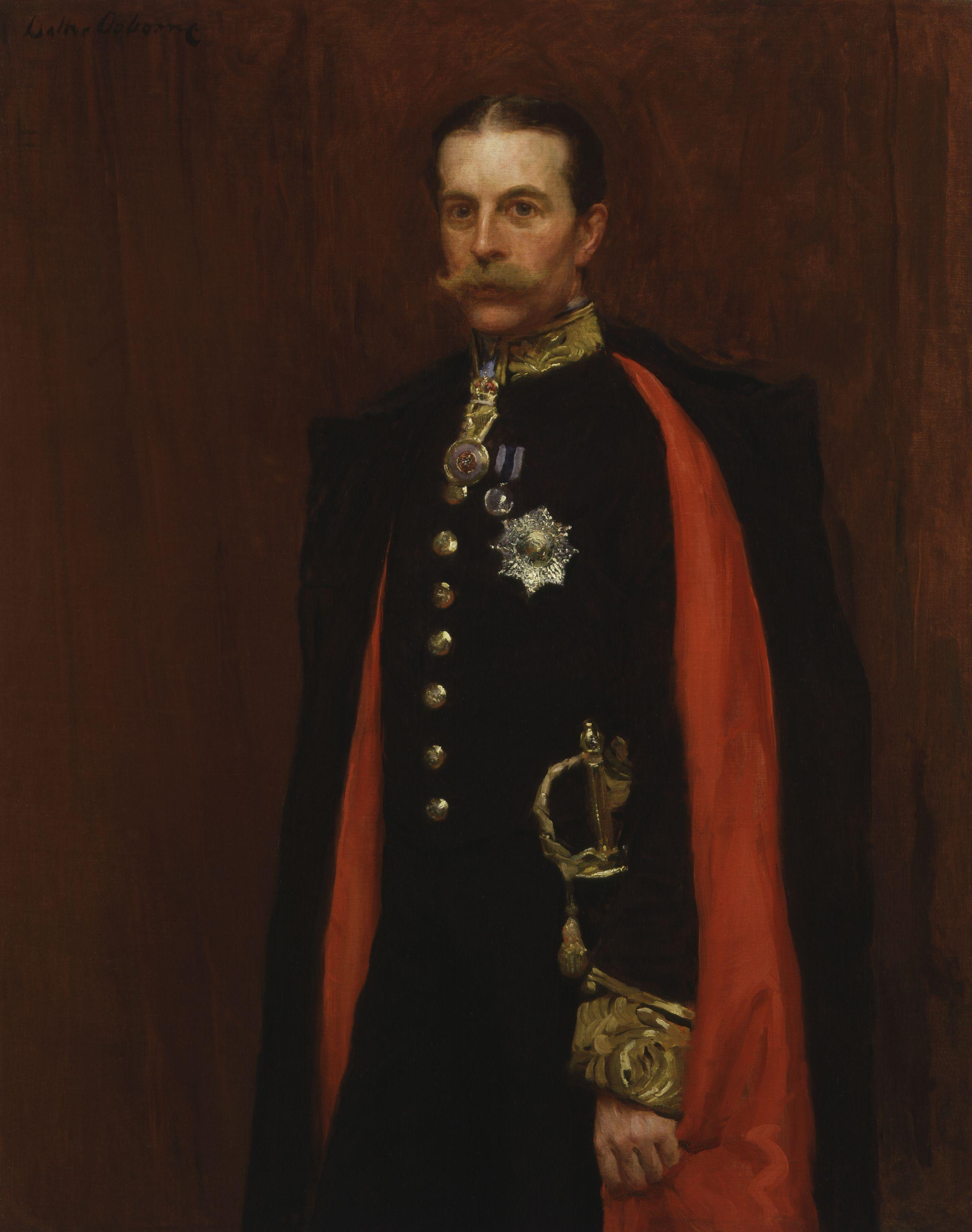
Robert Crewe-Milnes, Gemälde von Walter Osborne

Hungerford Crewe heiratete nie und mit seinem Tod 1894 erlosch die Baronie. Das Herrenhaus erbte sein Neffe Robert Milnes, Baron Houghton (1858–1945), der Sohn von Annabella Hungerford Crewe; er nahm den Namen Crewe an und wurde damit zu Crewe-Milnes. Der Titel der Crewe lebte für ihn 1895 als Earlschaft wieder auf, später wurde er Marquess of Crewe. Crewe-Milnes war Mitglied der Liberal Party und Dichter; er hatte von 1905 bis 1916 etliche wichtige Kabinettsposten inne und war ein zuverlässiger Helfer für Asquith. Er war auch ein Freund des Königs Georg V., der zusammen mit Königin Mary 1913 drei Tage im Herrenhaus verbrachte, als sie die Staffordshire Potteries besuchten.
Die Familie Crewe-Milnes verließ Crewe Hall 1922 und das Herrenhaus stand bis zum Zweiten Weltkrieg leer. Crewe-Milnes bot das Landhaus dem Cheshire County Council 1931 als Geschenk an, angeblich, weil seine Erben dort nicht wohnen wollten. Nachdem das Council abgelehnt hatte, wurde der größte Teil des Anwesens 1936 an das Herzogtum Lancaster verkauft. Sein Enkel, der Schriftsteller Quentin Crewe, beschreibt Crewe-Milnes als „sowohl extravagant als auch schlecht beraten“.

### Calmic, Wellcome und Hotel
Zu Beginn des Zweiten Weltkrieges diente Crewe Hall als militärisches Trainingslager, Kaserne für die aus Dünkirchen zurückkehrenden Truppen und Lager für die US Army. 1942 wurde es Hauptquartier für die Artillerieoperationen in der Region Nordwest. Ab 1943 diente es als Kriegsgefangenenlager für deutsche Offiziere. 1946 wurde Crewe Hall als Bürogebäude verpachtet und wurde zum Hauptquartier der Calmic Ltd, die später fast 800 Angestellte dort beschäftigte. Calmic stellte Hygieneartikel und medizinische Produkte, wie z. B. Tabletten, Cremes, Analgetika und antibiotische Aerosole dort her; sie bauten neben dem Herrenhaus Industriegebäude für eine Trocken- und Filteranlage und einen pharmazeutischen Verpackungsbereich. Nachdem der Wellcome Trust 1965 Calmic aufgekauft hatte, wurde in dem Herrenhaus das Hauptquartier der Wellcome Foundation für das Vereinigte Königreich und Irland eingerichtet. Es blieb dort bis zur Fusion mit Glaxo 1995. Wellcome stellte Flüssigprodukte, Tabletten, Cremes und antibiotische Aerosole in Crewe Hall her; das Herrenhaus selbst diente als Verwaltungssitz, aber das Stallgeviert wurde innen als Labor ausgebaut und die Industriegebäude wurden erweitert.
1994 verkaufte das Herzogtum Lancaster die Gebäude von Crewe Hall und das anschließende Industriegelände, das dann in den Crewe Hall Enterprise Park umgewandelt wurde. Die Gebäude von Crewe Hall blieben nach dem Auszug von Wellcome leer und wurden 1998 an einen Hotelbauer verkauft. Das Herrenhaus wurde im folgenden Jahr in ein Hotel mit 26 Zimmern umgewandelt. Im 21. Jahrhundert entstanden etliche zusätzliche moderne Gebäude zur Erweiterung des Hotels.

## Architekturgeschichte

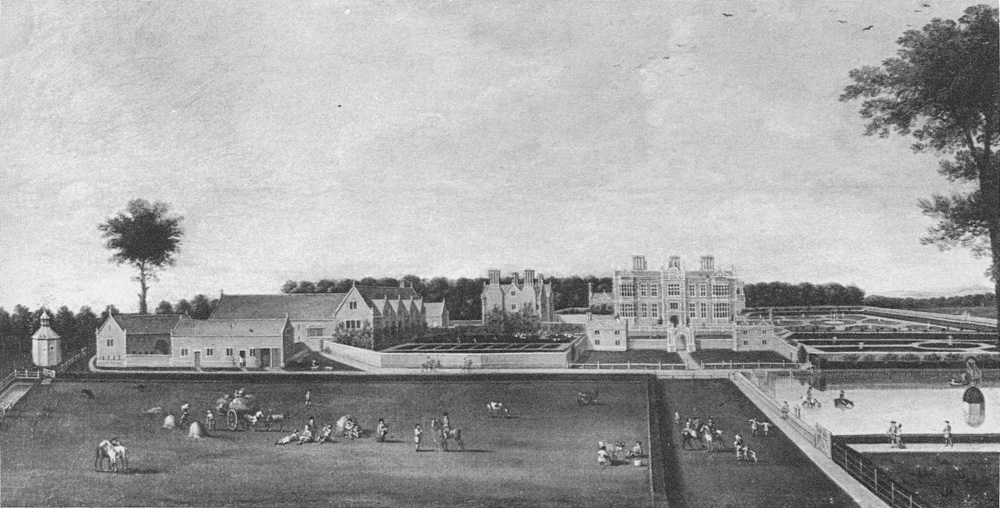
Crewe Hall auf einem Gemälde, um 1710

Das jakobinische Herrenhaus wurde für Sir Randolph Crewe von 1615 bis 1636 errichtet. Der Architekt des ursprünglichen Gebäudes ist nicht bekannt, wenn auch einige Historiker meinen, dass seine Konstruktion auf Plänen von Inigo Jones beruht. Obwohl das Landhaus relativ konventionell gebaut war, so wie Longleat House etwa 50 Jahre vorher, scheint es im provinziellen Cheshire als fortschrittlich gegolten zu haben. Der Historiker Thomas Fuller schrieb 1662: “Sir Randal first brought the model of excellent building into these remoter parts; yea, brought London into Cheshire, in the loftiness, sightliness, and pleasantness of their structures.” (dt.: „Sir Randal brachte als Erster dieses Beispiel eines hervorragenden Gebäudes in diese entlegenere Gegend; ja, brachte London nach Cheshire, in aller Erhabenheit, Stattlichkeit und Freundlichkeit seiner Strukturen.“)

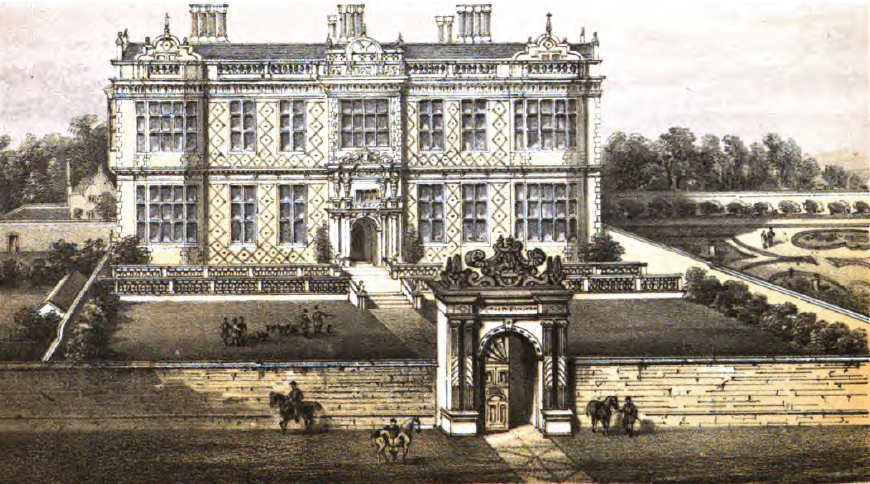
Crewe Hall auf einer alten Gravierung

Aufzeichnungen über die Herdsteuer von 1674 zeigen, dass das ursprüngliche Herrenhaus eines der größten Häuser in Cheshire war. Seine 42 Herdstellen wurden nur von Cholmondeley Castle und Rocksavage übertroffen, von denen heute keines mehr existiert. Wie auf einem Gemälde aus der Zeit um 1710 zu sehen ist, war das ursprüngliche Gebäude quadratisch mit einer Seitenlänge von etwa 30 Metern und hatte Joche mit Giebeln sowie Gruppen achteckiger Kaminköpfe. Das Haus war um einen zentralen, offenen Hof gebaut und innen gab es einen Rittersaal und eine lange Galerie. Der Haupteingang führte zu einer Schirmpassage und das Haupttreppenhaus war in der kleinen Osthalle. Draußen waren ein eingefriedeter Vorhof und eingefriedete, formelle Gärten. Eine Reihe separater Nebengebäude lag im Westen des Herrenhauses.

### Georgianische und jakobethanische Umbauten

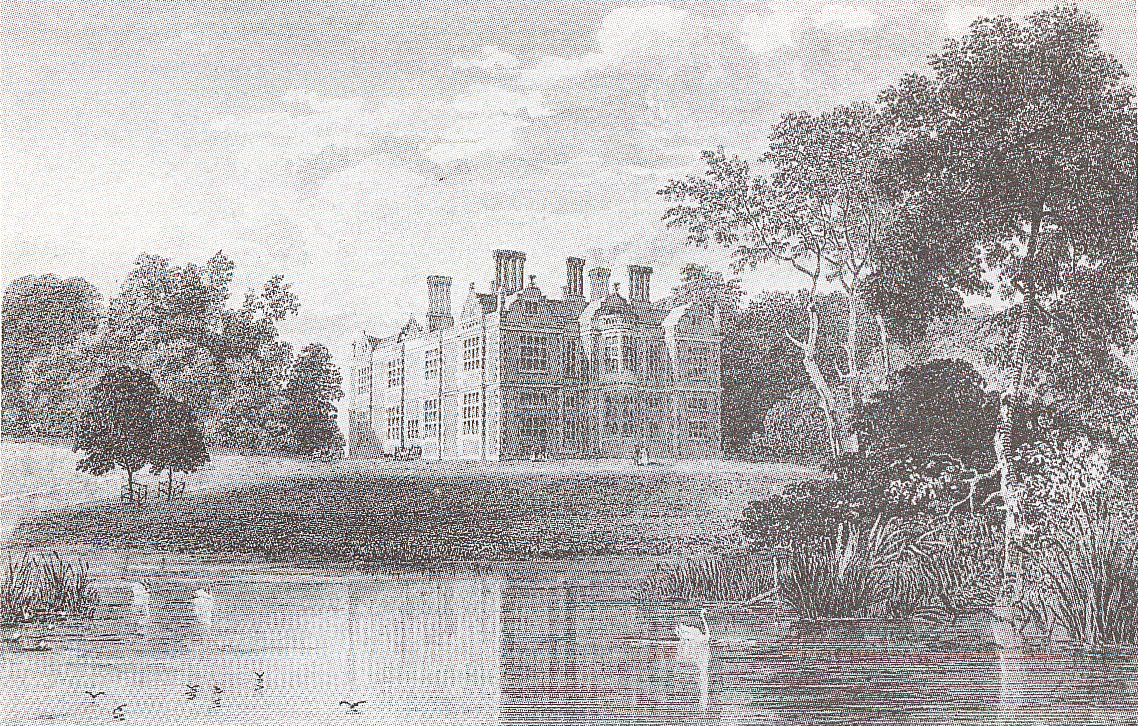
Gartenfassade und See, von einer Gravierung, um 1818

Den größten Teil des 18. Jahrhunderts blieb das Haus unverändert, anders als die meisten anderen Landsitze. 1769 wurde es beschrieben als „quadratischer Bau aus sehr alter Zeit (…), der eher für sein Alter denn für seine Eleganz und Gemütlichkeit bewundert wird“. In den 1780er- und 1790er-Jahren wurden Arbeiten für John Crewe (1742–1829, später 1. Baron Crewe) ausgeführt. Ein Flügel für die Dienerschaft in einem jakobinisierenden Stil wurde 1780 im Westen an das Herrenhaus angebaut. Die wichtigsten Innenräume wurden damals in klassizistischem Stil neu dekoriert, aber die originale Struktur mit dem Rittersaal, der langen Galerie und dem Salon wurde erhalten. 1783 wurden Details an den Weinkellern und den Schlafzimmern verbessert und J. Cheney wurde 1796 beauftragt, ein neues Treppenhaus zum Dachgeschoss und sieben Schlafzimmer zu bauen. Edmund Burke schrieb 1788: “I am vastly pleased with this place. We build no such houses in our time.” (dt.: „Ich bin äußerst zufrieden mit diesem Haus. Wir bauen keine solchen Häuser in unserer Zeit.“) Henry Temple, der 2. Viscount Palmerston, schrieb, als er im selben Jahr Crewe Hall besuchte: “But now by taste and judgment plann'd / Throughout these scenes we find / The work of Art's improving hand, / With ancient splendour join'd” (dt.: „Aber nun mit Geschmack und Augenmaß geplant / finden wir allerorten / des Künstlers verbessernde Hand / mit altem Glanz vereint“).
In den Jahren 1837 bis 1842 wurde das Haus erneut umgebaut, und zwar von Edward Blore für Hungerford Crewe. Blore ersetzte den örtlichen Architekten George Latham, der 1836 angestellt worden war. Viele von Blores Ausführungszeichnungen sind bis heute erhalten und im Archiv des Royal Institute of British Architects zu finden. Er führte in den Innenräumen Umgestaltungsarbeiten im jakobethanischen Stil durch und veränderte auch den Grundriss des Erdgeschosses, z. B. wurde die Schirmpassage durch eine Eingangshalle ersetzt und der zentrale Hof überdacht, um eine eingeschossige Mittelhalle zu erhalten. Er baute auch überall Flachglasfenster ein und installierte eine Warmluftheizung. Die Gesamtkosten einschließlich seiner Arbeiten an den Nebengebäuden beliefen sich auf 30.000 £.

### Restaurierung unter Edward Middleton Barry
Der größte Teil von Blores Arbeit am Herrenhaus wurde beim Brand von 1866 zerstört. Hungerford Crewe soll Blore, der damals schon in Rente war, gebeten haben, das Gebäude erneut zu restaurieren, aber dieser lehnte ab. Stattdessen wurden die Restaurierungsarbeiten von E. M. Barry, Sohn von Sir Charles Barry, dem Architekten des Westminsterpalastes, und der Baufirma Cubitt & Co. durchgeführt. Sie wurden 1870 abgeschlossen und kosteten 150.000 £. In einer Vorlesung an der Royal Academy of Arts erläuterte Barry später seine Restaurierungsstrategie: ”The greatest care has been taken to recover the design of Sir Randolph for such of the work as it has been possible to restore … although with less roughness of execution and uncouthness of detail, particularly in respect of the human figure. Such peculiarities cannot, I think, be properly repeated in a modern reconstruction … it is not the part of the nineteenth century restorer to reproduce matters which at best were the weaknesses of his predecessors. He … should not seek, by a clever imitation of bygone tricks of construction or design, to deceive the spectator as to the age of his own work, and so pass off the latter as something which it is not.” (dt.: „Das größte Augenmerk haben wir auf die Wiederherstellung der Stils von Sir Randolph gelegt, soweit dies möglich war (…) allerdings in feinerer Ausführung und feineren Details, besonders bei den menschlichen Figuren. Solche Besonderheiten können, denke ich, in einer modernen Rekonstruktion nicht genau wiederhergestellt werden (…) es ist nicht die Aufgabe eines Restaurierers im 19. Jahrhundert, Dinge wiederherzustellen, die im besten Falle als Schwächen seiner Vorgänger betrachtet werden können. Er (…) sollte nicht versuchen, durch clevere Imitation vergangener Bau- und Gestaltungstricks, den Betrachter über das Alter seiner Arbeit zu täuschen, und ihm so etwas vorzuspiegeln, was es nicht ist.“)

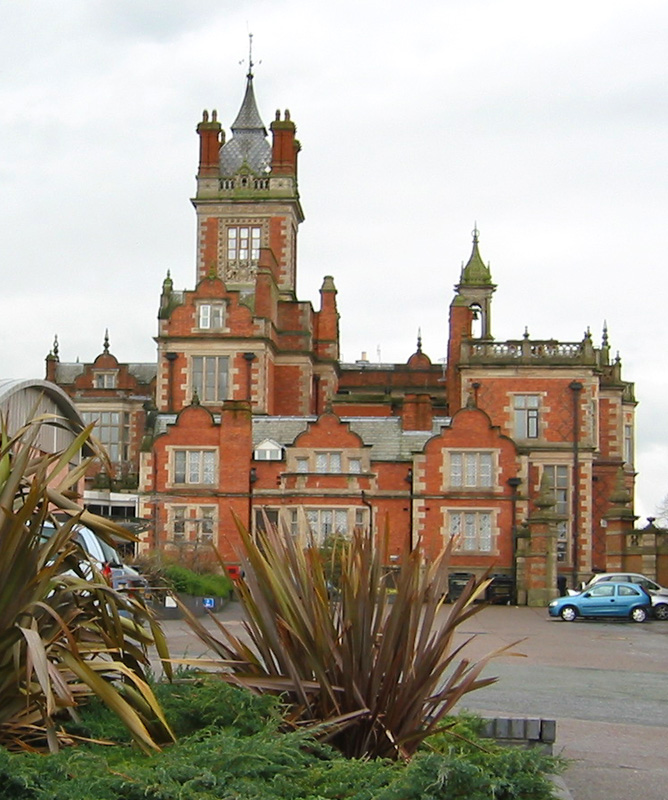
Westfassade mit Barrys Turm und Bowers Erweiterung

Nikolaus Pevsner beschreibt Barrys Restaurierung als eine „extrem prächtige Arbeit“. Peter de Figueiredo und Julian Treuherz halten sie für seine beste Arbeit, wobei sie seinen Erfolg auf die „Leitung durch den starken Charakter des existierenden Bauwerks“ zurückführen. Barrys Arbeit gilt im Allgemeinen besser ausgearbeitet und regelmäßiger als das Original. Für die Restaurierung der Innenräume beauftragte er einige der damals führenden Künstler und Handwerker, die vorher am Westminsterpalast gearbeitet hatten. Barrys wichtigste Neuerung war der Aufbau eines Turms am Westflügel, den man als Wasserreservoir benötigte. Der Effekt der Verbindung von Ost- und Westflügel des Herrenhauses wird durch die viktorianische Architektur des Turms gemindert. Barry veränderte auch den Grundriss des Gebäudes, indem er Blores Mittelhalle zu einem zweistöckigen Atrium öffnete, mehr Nebenräume im Erdgeschoss vorsah und durch Veränderungen am Dach etwa 20 Schlafzimmer für die Dienerschaft im Dachgeschoss schuf.
Der örtliche Architekt Thomas Bower führte 1896 einige Veränderungen am Herrenhaus für Robert Crewe-Milnes aus, z. B. die Erweiterung des Flügels für die Dienerschaft. In der Zeit der Belegung durch Calmic gab es nur wenige Veränderungen an dem Herrenhaus. Die Firma ließ etwa 1948 eine Zentralheizung einbauen und später eine Büroerweiterung an der Nordseite des Hauses, die aber ein paar Jahre nach der Umwandlung des Hauses in ein Hotel wieder abgerissen wurde. Calmic ließ nur kosmetische Erhaltungsarbeiten durchführen und in den 1970er-Jahren war die Gebäudestruktur in schlechtem Zustand. Der Absturz einer größeren Steinverkleidung während eines Sturms 1974 veranlasste Wellcome, umfangreiche Restaurierungen sowohl innen als auch außen durchführen zu lassen. Sie wurden 1979 abgeschlossen und kosteten 500.000 £.

## Herrenhaus

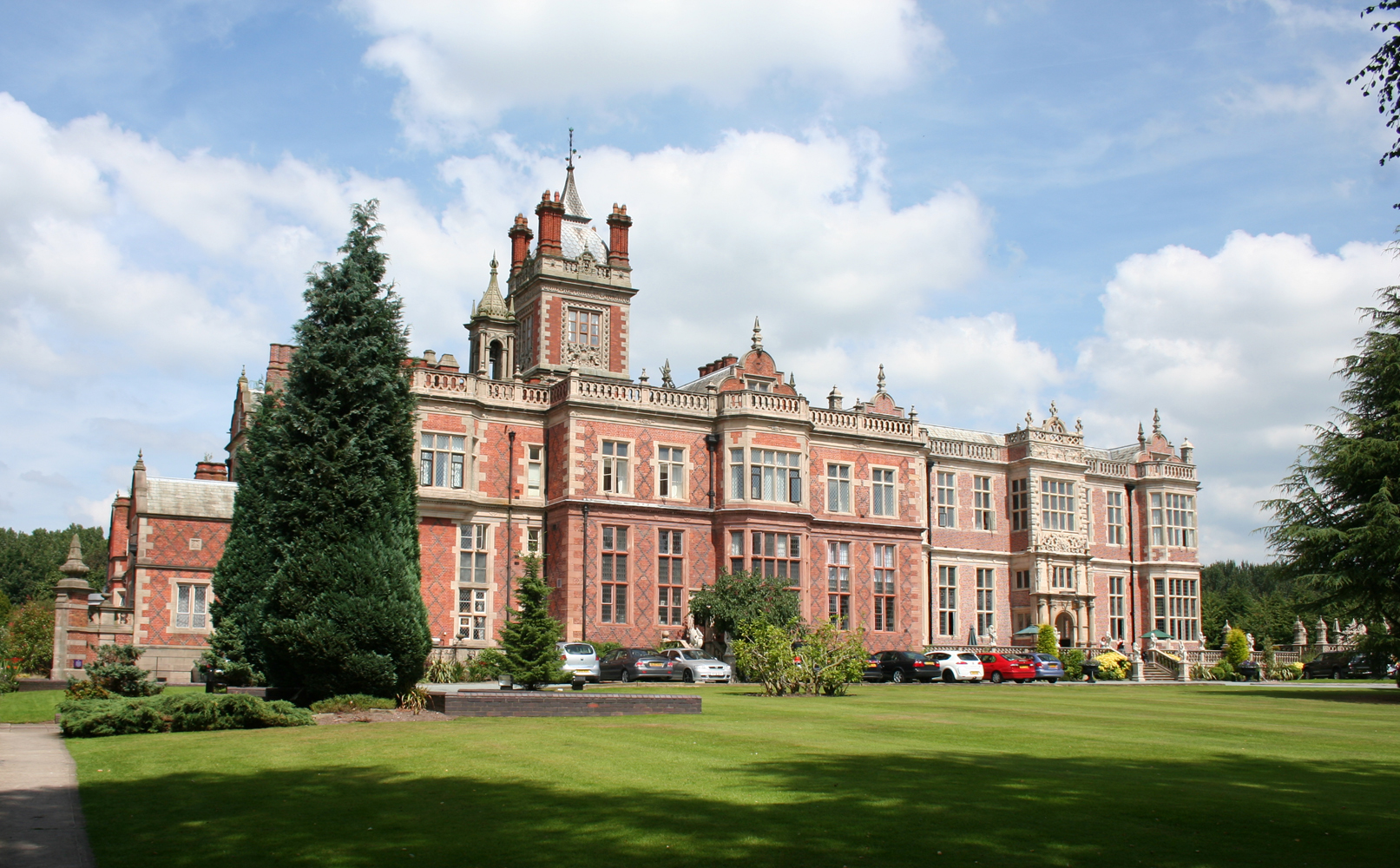
Südfassade: Der jakobinische Ostflügel ist rechts zu sehen, der westliche Flügel für die Dienerschaft in der Mitte und links.

Crewe Hall gilt als historisches Gebäude I. Grades und liegt im Gemeindegebiet Crewe Green, etwa 800 m von der Stadtgrenze von Crewe. Der Architekturhistoriker Nikolaus Pevsner sah das Herrenhaus als eines der edelsten Gebäude im jakobinischen Stil in Cheshire an, wobei das andere Dorfold Hall in Acton ist. Das Herrenhaus ist aus roten Ziegeln mit Steinverkleidungen gebaut und hat ein mit Blei und Ziegeln gedecktes Dach. Das zweistöckige Gebäude besitzt einen Keller und ein Dachgeschoss. Der Ostflügel des heutigen Baus zeigt den originalen jakobinischen Stil. Das Äußere des Hauses überstand den Brand von 1866, sodass der Großteil des damaszierten Ziegelmauerwerks noch original ist, auch wenn ein Teil der Steinverkleidungen des Torbaus und der Giebel von E. M. Barry erneuert wurde.
Die Südfassade des Ostflügels hat sieben Joche mit einer balustrierten Brüstung auf Höhe des Dachüberstandes. Das mittlere Joch springt vor und bildet ein steinernes Mittelteil um den bogenförmigen Haupteingang, der von kannelierten ionischen Säulen flankiert wird. Unmittelbar über dem Eingang befinden sich doppelt gespitzte Pilaster, die ein dreiteiliges Fenster flankieren. Alles überragt eine große Kartusche, die mit Beschlagwerk dekoriert ist. Im ersten Stock des mittleren Jochs befindet sich ein Fenster mit dreifachem Ajimez und oberhalb der Brüstung ist ein Wappen. Das mittlere Joch flankieren zwei Joche mit damasziertem Ziegelmauerwerk und Fenstern mit einfachem Ajimez. Die beiden Enden der Südfassade springen ebenfalls vor; sie besitzen fliehende Erker mit dreifachen Ajimez oberhalb der Brüstung durch geformte Giebel mit Dachgaubenfenstern. Alle Fenster dieser Fassade haben doppelte Oberlichte.

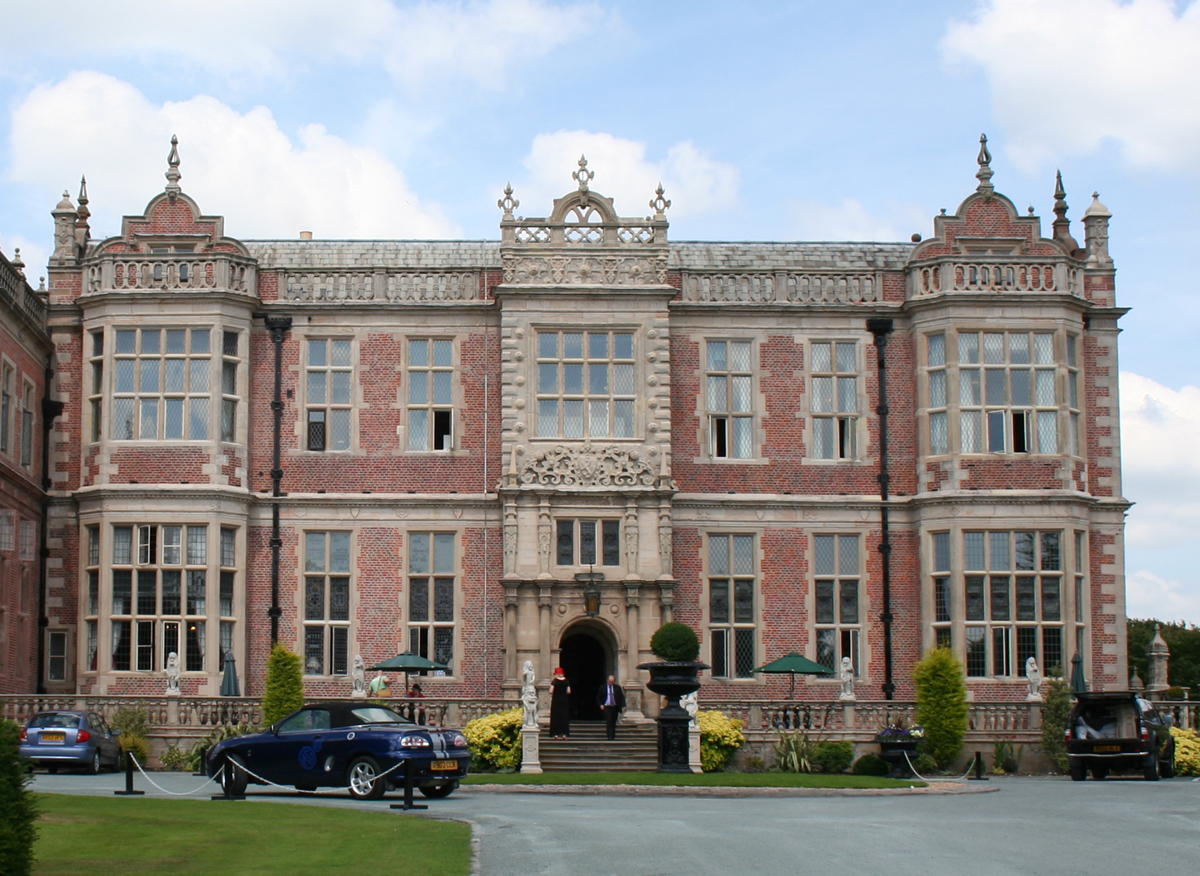
Ostflügel: Südfassade mit Mitteltrakt

Die Ostfassade des Ostflügels hat vier Joche mit fliehenden Erkern, Giebel mit geformten Enden und Kartuschen in der Mitte. In der Mitte der nördlichen (Garten-)Fassade befindet sich ein großes Auslucht – ursprünglich jakobinisch –, das Licht in die Kapelle bringt; es besitzt Steinverkleidungen, die mit Kartuschen über bogenförmigen bunten Glasfenstern dekoriert sind. Im Übrigen ist diese Fassade ein Spiegelbild der Hauptfassade mit zusätzlichen Mezzaninfenstern.
Die westliche Hälfte des Gebäudes springt um zwei Joche gegenüber dem originalen Gebäude nach vorne, also nach Süden. Dies war ursprünglich der Flügel für die Dienerschaft und ist daher einfacher gestaltet als der östliche Teil. Er stammt aus der georgianischen Ära. Er weist zwar georgianische Proportionen auf, ist aber in frühem jakobethanischem Stil gebaut und wurde später erhöht, insbesondere durch einen Mittelgiebel. Der Hauptteil der Südfassade hat sieben Joche und eine balustrierte Brüstung, die auf Höhe des Dachvorsprungs die ganze Fassade entlangläuft. In der Mitte der fünf östlichen Joche findet sich ein fliehender Erker unterhalb einem geformten Giebel; die flankierenden Joche haben Fenster mit einfachem Ajimez und doppelten Oberlichten. Die beiden westlichen Joche sind zurückgesetzt und besitzen einen Erker im ersten Stock mit zwei Fenstern mit einfachem Ajimez und doppelten Oberlichten im Erdgeschoss.
Der Westflügel wird von einem quadratischen Turm überragt, der ebenfalls in Ziegelmauerwerk mit Steinverkleidungen ausgeführt ist, zwei Stockwerke über das Dach reicht und von einem Kielbogen-Turmspitzchen gekrönt wird, das von vier Eckkaminen umgeben ist. Barry hat den im typischen viktorianischen Stil entworfenen Turm nach dem Brand aufgesetzt. Ein schlanker Glockenturm erhebt sich ebenfalls über dem Westflügel. Hinten liegt eine Loggia mit gewölbter Decke, die durch toskanische Säulen gestützt wird. Das westliche Ende dieses Flügels bildet ein eingeschossiger Anbau von Thomas Bower von 1896.

### Innenräume

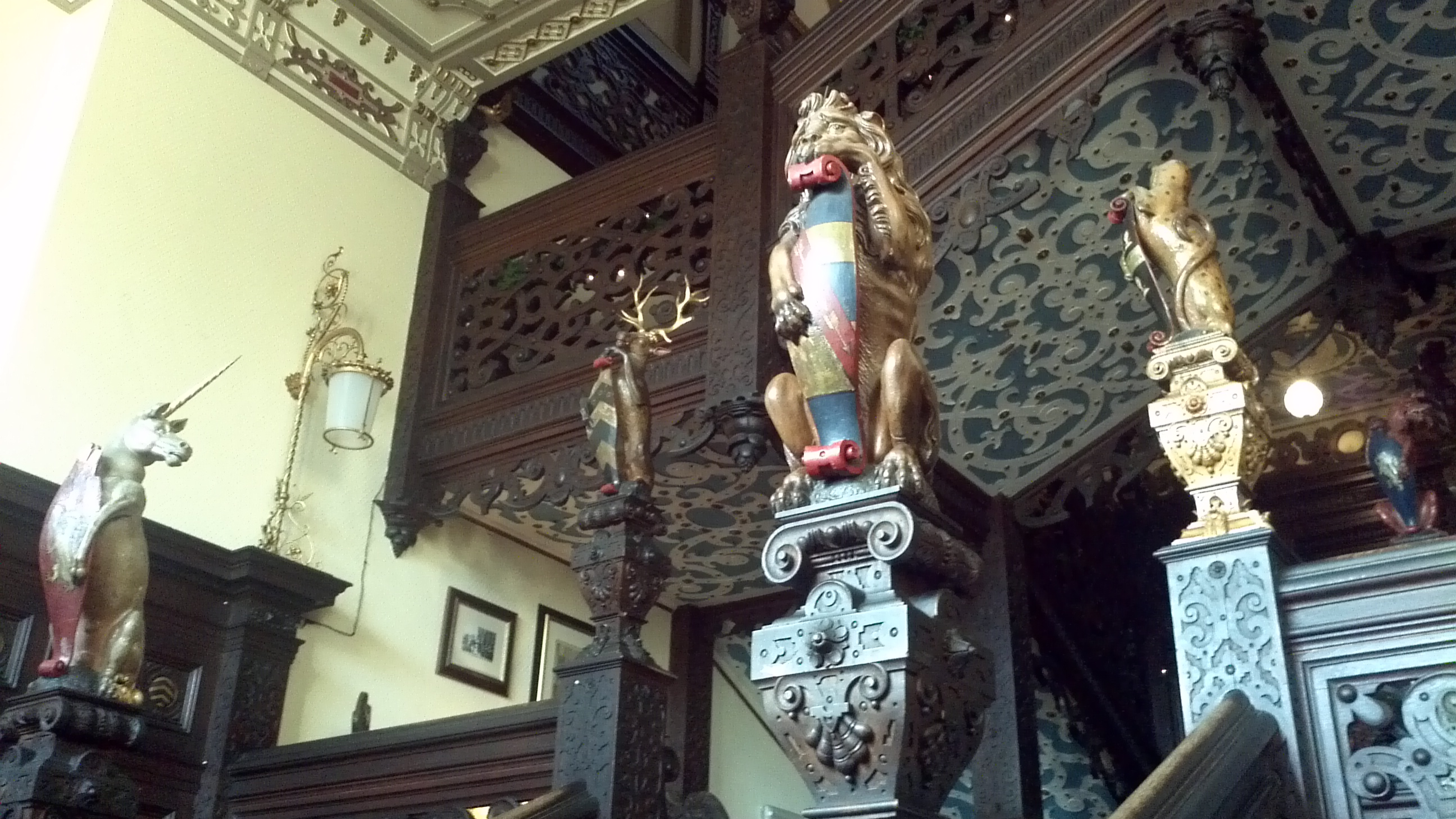
Wappentiere im Treppenhaus

Das Innere von Crewe Hall beherbergt eine Mischung aus originalen jakobinischen Arbeiten, detailgetreuen Reproduktionen originaler jakobinischer Entwürfe (die in einigen Fällen aufgezeichnet wurden) und Arbeiten im typisch viktorianischen Stil, die von Barry entworfen wurden. Die Eingangshalle im Ostflügel wurde sowohl von Blore als auch von Barry neu gestaltet. Die Wände sind mit Eichenpaneelen verkleidet und in der Halle ist ein offener Marmorkamin mit toskanischen Säulen, die das Wappen der Familie Crewe zeigen. Blore hatte die Halle im ersten Stockwerk in einem Dach versehen, aber Barry verwandelte den Raum in ein Atrium mit Kreuzgängen an den Wänden entlang und einer hölzernen Galerie darüber auf Höhe des Mezzanins sowie einer tonnengewölbten Galerie im ersten Stockwerk. Der Boden ist in einem Muster aus buntem Marmor gefliest und die Korridore der Galerie im ersten Stock besitzen bunte Glasfenster. Das Atrium hat ein Hammerbalken-Gewölbe-Dach, das durch Säulen auf der Ebene der Galerie gestützt wird. Im Osten der Mittelhalle befindet sich Barrys akkurate Rekonstruktion des ursprünglichen Treppenhauses, das Nikolaus Pevsner als „eines der am sinnreichsten geplanten und am zierlichsten ausgeführten im ganzen jakobinischen England“ beschreibt. Intensiv behauen zeigen die mittleren Stützsäulen Wappentiere, die ursprünglich vergoldet und bemalt waren.

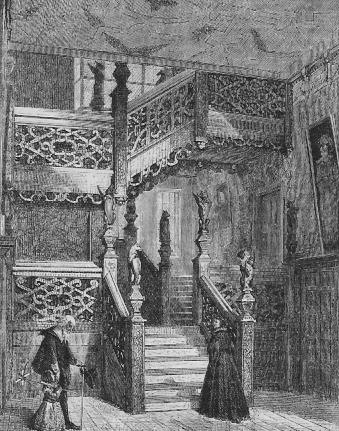
Treppenhaus 1877

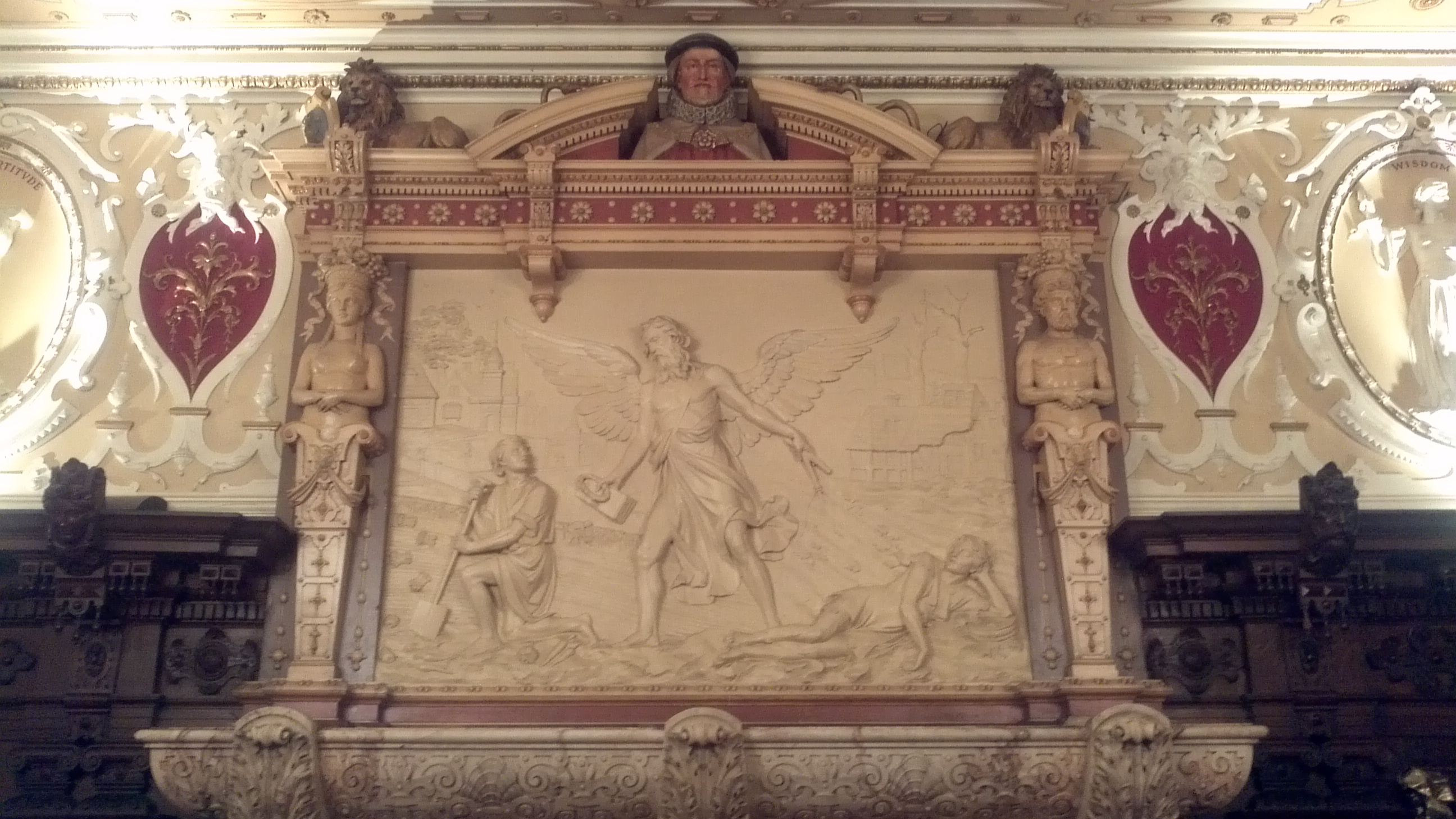
Sir Randolph Crewe über den Figuren der Zeit, der Betriebsamkeit und der Faulheit

Östlich des Eingangs liegt das Speisezimmer, das früher der jakobinische Rittersaal war. Dieser Raum wurde beim Brand am wenigsten beschädigt und Barry restaurierte ihn in seinem alten, aus dem 17. Jahrhundert stammenden Aussehen mit Kopien der ursprünglichen Decke und des geschnitzten hölzernen Schirms. Es enthält einen Kaminsims mit einem Relief des Überflusses, das man für ein Original hält, sowie einen großen Steinkaminsims, vermutlich das einzige überlebende Werk von Blore im Inneren des Hauses. Im Eichenwohnzimmer im Südwesten findet man einen großen hölzernen, jakobinischen Kaminsims mit geschnitzten Grünen Männern. Die jakobinischen Schnitzereien hier und im Speisezimmer sind sichtbar gröber als die Arbeiten aus viktorianischer Zeit. Das geschnitzte Wohnzimmer ist eine weitere Reproduktion Barrys. Die Wände sind in Eiche verkleidet und die Decke besitzt ein Stuckfries der vier Elemente, der Chariten und der sieben Tugenden. Der Kaminsims aus Alabaster zeigt die geflügelte Figur der Zeit, die die Betriebsamkeit belohnt und die Faulheit straft, symbolisiert durch zwei Jungen, die von einem geschnittenen Porträt von Randolph Crewe überragt werden.
Eine kleine Kapelle liegt nördlich der Mittelhalle. Ursprünglich war sie eher streng, wurde aber von Barry verschwenderisch im typisch viktorianischen Stil dekoriert. Man findet sehr feine Schnitzereien; die Kommunionbänke zeigen Engel und die Kirchenbänke geschnitzte Seitenaufsätze („Poppyheads“). Die in Marmor ausgeführte Apsis zeigt aus Alabaster geschnitzte Köpfe der Propheten und Evangelisten von John Birnie Philip und die Wandverkleidung Bronzemedaillons mit biblischen Charakteren vom selben Künstler. Die zierliche Chorgalerie, die man von der Mezzaningalerie der Mittelhalle erreicht, enthält die Kirchenstühle für die Familie. Die bunten Glasfenster und die Wandmalereien stammen von Clayton and Bell; die Gemälde und Schablonenkunst wurden von John Gregory Crace ausgeführt.

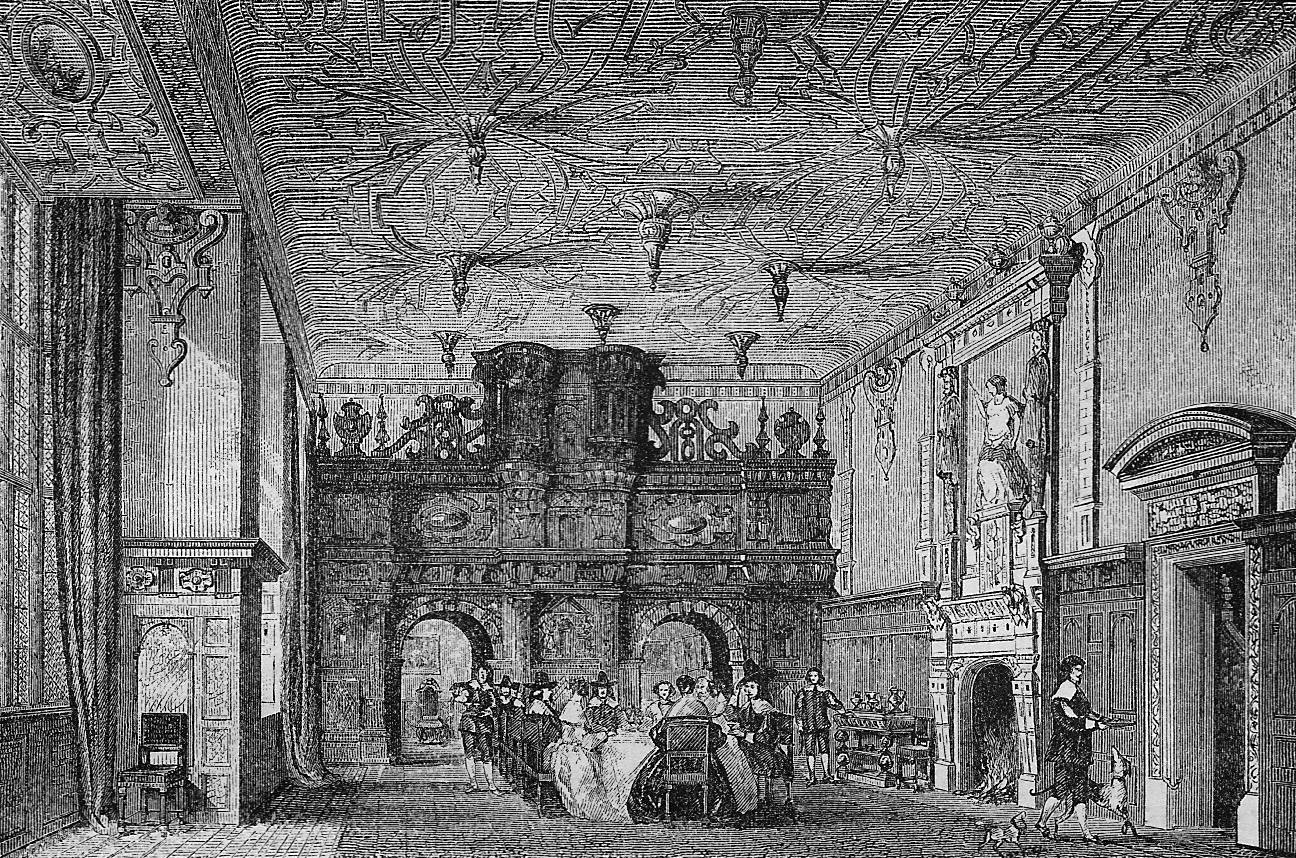
Wohnzimmer 1877

Die Suite der Paradezimmer im ersten Stock des Ostflügels beinhaltet eine lange Galerie, die Bücherei, den Salon, das Paradeschlafzimmer, den kleinen Salon und zwei Schlafzimmer. Alle diese Zimmer stammen aus jakobinischer Zeit, wurden aber vermutlich von John Crewe wesentlich umgestaltet und dann von Blore intensiv in neujakobinischen Stil überarbeitet. Sie wurden nach Barrys Plänen restauriert, üblicherweise mit wenig Intention, ihr jakobinisches Erscheinungsbild zu kopieren, vermutlich weil Aufzeichnungen der meisten originalen Ausführungen fehlten. Crace führte die meisten Dekorationsarbeiten in diesen Räumen durch. Alle Paradezimmer enthalten feine Stuckarbeiten und Kaminsimse aus Stein, oft auch flankiert von korinthischen Säulen oder Pilastern.

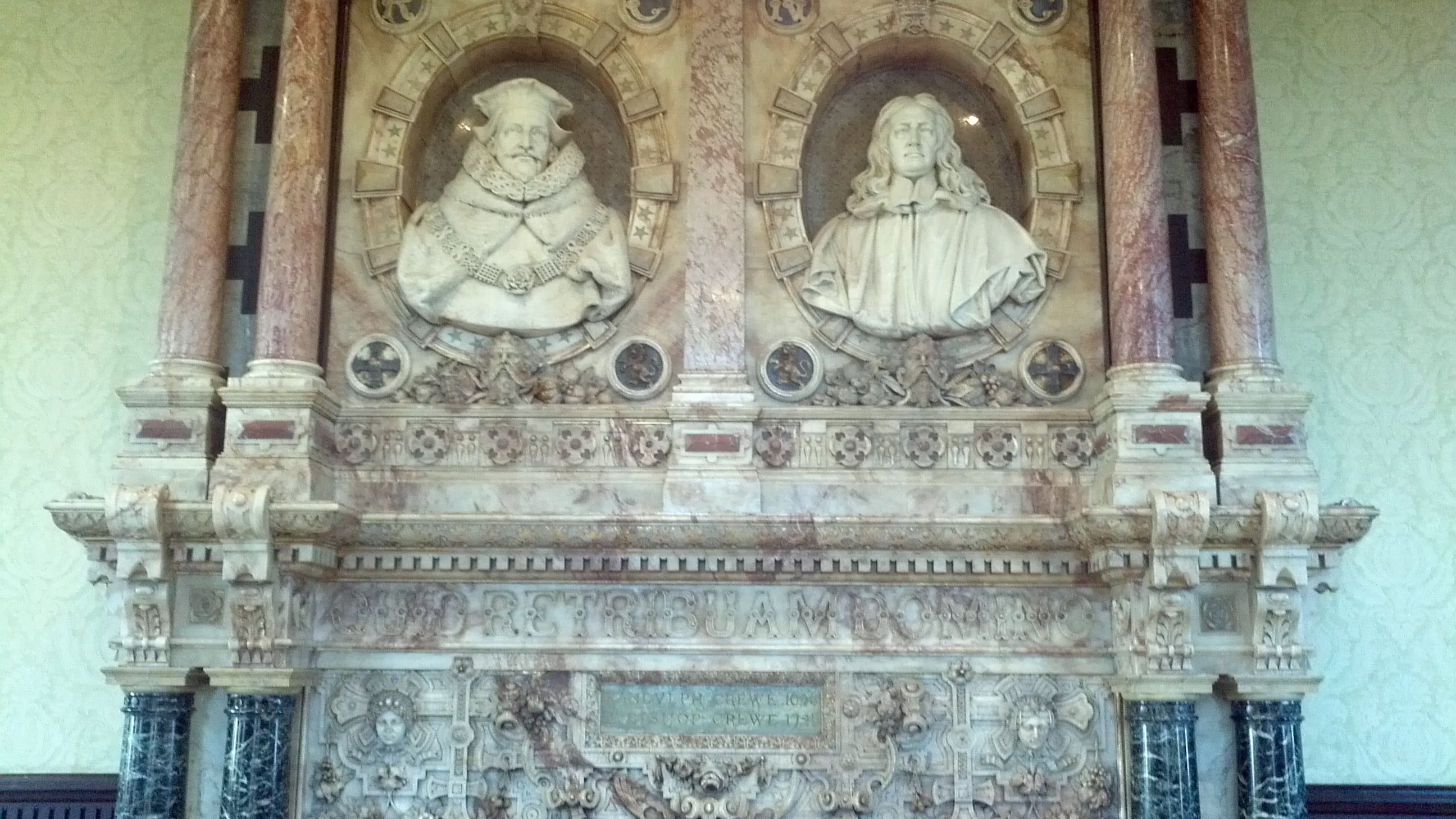
Büsten von Sir Randolph Crewe und Nathaniel Crewe

Die lange Galerie an der Nordseite hat einen Kaminsims in buntem Marmor mit Büsten von Henry Weekes, die Sir Randolph Crewe und Nathaniel Crewe, Bischof von Durham, darstellen. Die Bücherei über dem geschnitzten Wohnzimmer enthält Statuetten von Buchliebhabern, die Philip schuf, und ein Fries von Literaturszenen von J. Mabey. Im Salon findet man ein Faksimile der jakobinischen Decke, von dem schriftliche Aufzeichnungen des Architekten William Burn existieren. In ihrer Art ähnelt sie einer im Reindeer Inn in Banbury, von der das Victoria and Albert Museum eine Stuckform besitzt; dies war vermutlich im Original eine Arbeit desselben Handwerkers. Eines der Paradezimmer beherbergt ein weiteres Detail, das den Brand überlebt hat: Einen offenen Kamin aus jakobinischer Zeit mit einem Simsrelief, das Kain und Abel zeigt.

## Stallungen, Nebengebäude und Torhäuser

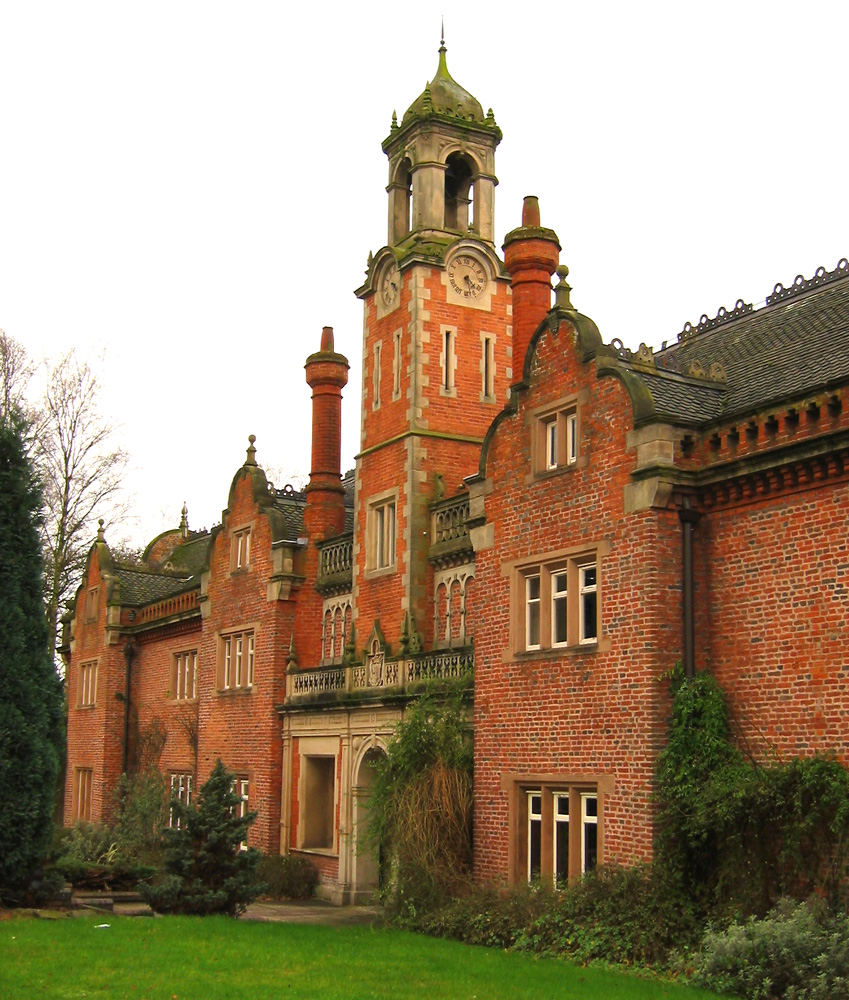
Ostfassade des Stallblocks mit Blores Mittelstück

Die früheren Stallungen, ausgeführt in roten Ziegeln und mit Ziegeldach, wurden um 1636 fertiggestellt, etwa zur gleichen Zeit wie das jakobinische Herrenhaus. Sie gelten als historische Gebäude II. Grades und wurden in Form eines Rechtecks unmittelbar westlich anschließend an das Herrenhaus gebaut, wo sie einen rechteckigen Hof einschließen. Die Ostfassade steht im rechten Winkel zur Hausfront. Die Stallungen besitzen neun Joche und zwei Stockwerke sowie ein Dachgeschoss. Ihr Mittelteil, das von Blore etwa 1837 eingefügt wurde, besteht aus einem Eingang mit Rundbogen, der von zwei Pilastern flankiert wird und einem sich darüber aus dem ersten Stock erhebenden Glockenturm. Der Turm hat doppelte Schießschartenfenster und Zifferblätter mit Steinumrandungen. Ganz oben liegen die Glockenstube und die Kielbogenkuppel mit Kreuzblumen. An der Ostseite finden sich neben dem Mittelstück vier Joche, die vorspringen und geformte Giebel besitzen, welche ebenfalls von Kreuzblumen gekrönt werden. Auch das nördliche und das südliche Ende des Ostgebäudes weisen geformte Giebel auf.

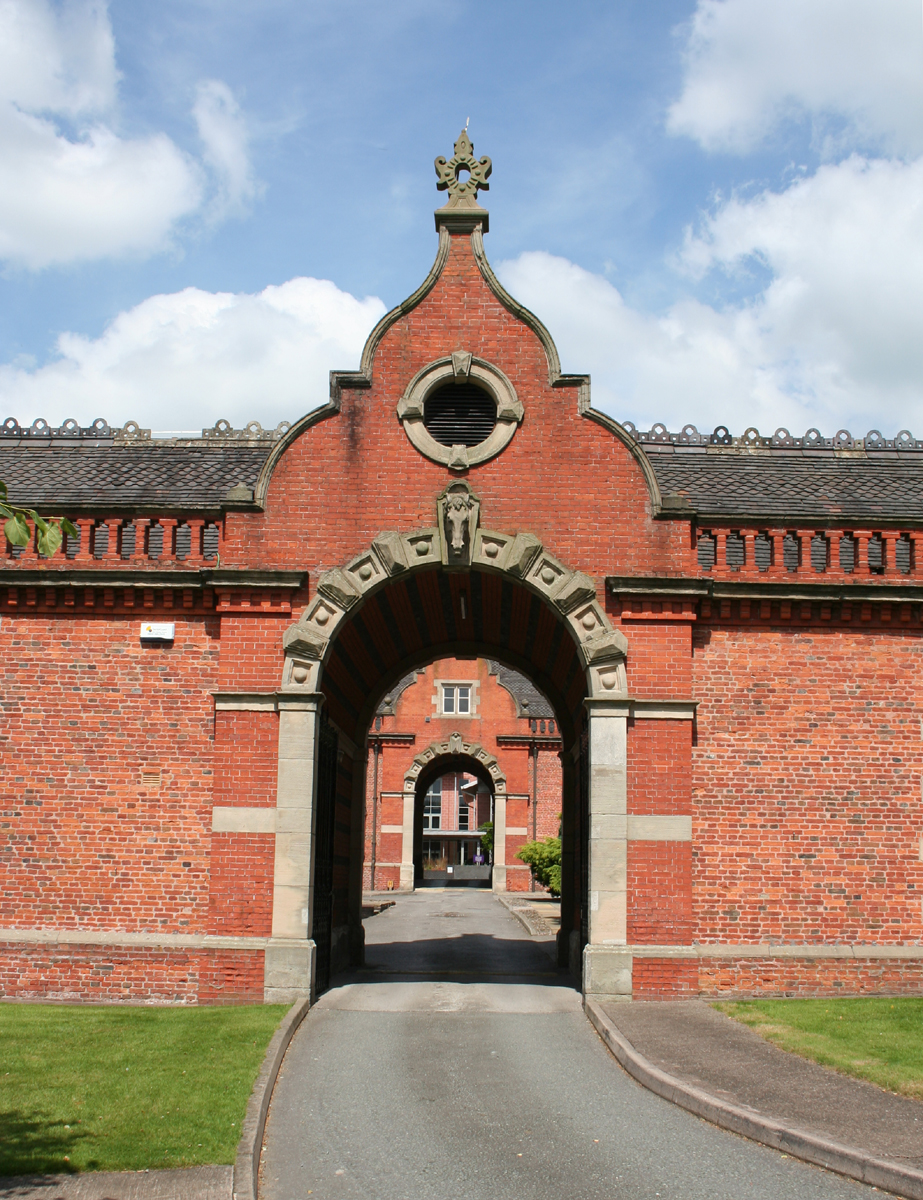
Torweg für die Fuhrwerke

Nord- und Südseite des Gevierts besitzen große Torwege für die Fuhrwerke unterhalb der geformten Giebel; die Schlusssteine zeigen Pferdeköpfe. Die Wände im Torweg sind mit Bändern blauer Ziegel verziert. Die Ost-, Nord- und Südfassade sind mit einer durchbrochenen Ziegelbrüstung mit steinerner Mauerkrone versehen. Das Westgebäude besitzt zwölf bogenförmige Öffnungen, die vom Hof aus zugänglich sind. Die Hauptgeschosse des Gevierts haben meist steinverkleidete, dreiteilige Ajimezfenster. Die Fenster im Dachgeschoss sind zweiteilig. Alle Dächer haben achteckige Kaminköpfe und dekorative Firstziegel. Das Innere des Stallungsblocks wurde bei der letzten Konversion des Anwesens mit Laboren und Büros ausgebaut.
Das Apple House, ein kleines Gebäude aus roten Ziegeln westlich der Stallungen, datiert auch um 1636. Schon auf einem Gemälde der Crewe Hall um 1710 ist es zu sehen. Ursprünglich diente es als Taubenschlag, heute als Lagerraum. Es hat einen achteckigen Grundriss, zwei Stockwerke und zwei ovale Fenster mit Steinumrandungen. Der untere Eingang besitzt einen halbrunden Steinbogen, ein zweiter Eingang befindet sich im ersten Stock. Das pyramidenförmige Ziegeldach wird durch eine glasierte Laterne mit Bleidach überragt. Das Apple House gilt als historisches Gebäude II. Grades.

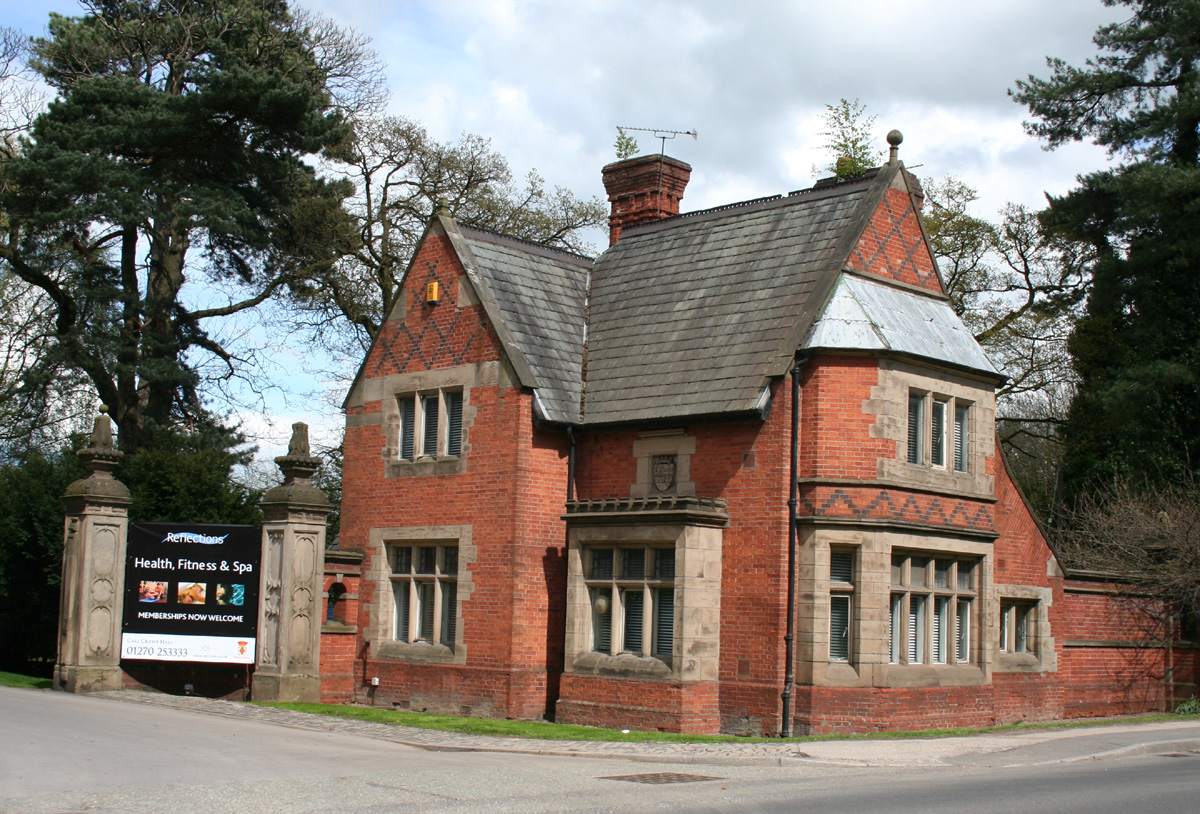
Weston Lodge

Der Park hat zwei Torhäuser, beide sind als historische Gebäude II. Grades gelistet. Das nördliche Torhaus bei Slaughter Hill wurde von Blore geschaffen und datiert von 1847. Es besteht aus roten Ziegeln mit Damaszierung aus dunkleren Ziegeln, Steinverkleidungen und einem Schieferdach. Es hat einen T-förmigen Grundriss, nur ein Stockwerk und ist im jakobinischen Stil gehalten. Es besitzt zwei geformte Giebel mit Schilden, in die das Emblem von Crewe Estate geschnitten ist, sowie ein sechseckiges Mitteljoch mit pyramidenförmigem Dach, das den Torbau bildet. Die Weston oder Golden Gates Lodge südlich des Herrenhauses wurde vor 1865 im elisabethanischen Stil geschaffen und wird William Eden Nesfield zugeschrieben, obwohl es für dessen Stil nicht typisch ist. Es ist aus roten Ziegeln mit Zickzack-Damaszierung aus blauen Ziegeln erstellt, hat Werksteinverkleidungen und ein Schieferdach sowie zwei Stockwerke mit einem fliehenden Erker zur Straßenseite. Die zur Einfahrt zeigende Seite hat eine Werksteinverkleidung mit einem Schild, auf dem das Wappen der Familie Crewe zu sehen ist.

## Gärten und Park

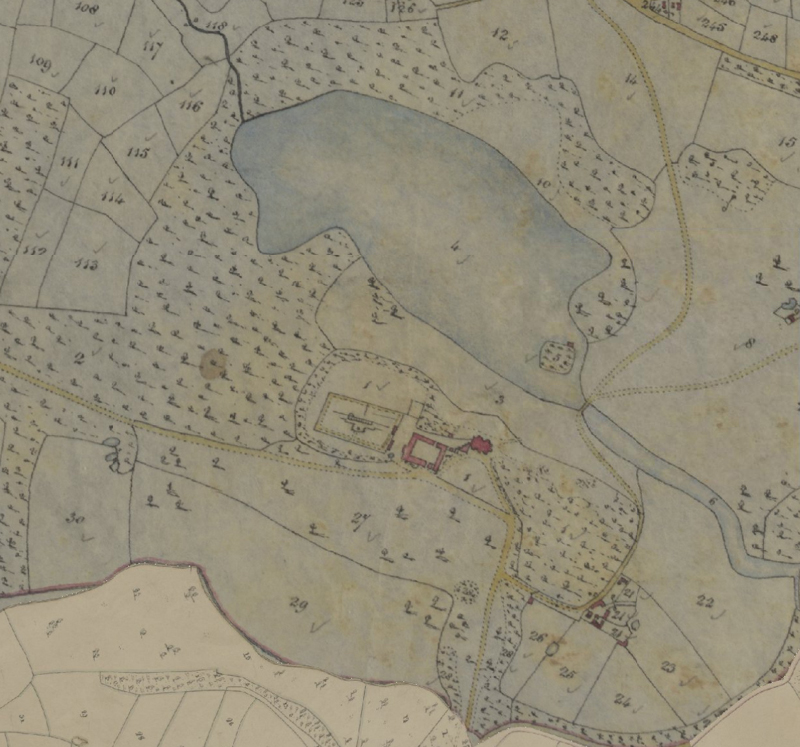
Ein Teil des Parks im Jahre 1840 mit Reptons Ziersee

Das National Register of Historic Parks and Gardens weist 201 Hektar der Gärten und des umgebenden Parklandes als historische Parkanlage II. Grades aus. Eine alte Gravierung zeigt einen eingefriedeten Vorhof auf der Südseite des ursprünglichen Herrenhauses mit einem großen steinernen Einfahrtstor, versehen mit Sir Randolph Crewes Wappen und Motto. Der Vorhof hatte Terrassen, Balustraden und einen mit Rauten dekorierten Weg. Wie in einem Gemälde um 1710 dargestellt, wurden auf dem Anwesen umfangreiche eingefriedete, formelle Lustgärten mit Parterren angelegt.
Im 18. Jahrhundert wurde der Park in einem naturalistischeren Stil von Lancelot Brown (bis 1768), William Emes (1768–1771), Humphry Repton und John Webb (1791) für John Crewe angelegt. Reptons Entwurf beinhaltete auch einen Ziersee mit 23 Hektar Fläche unmittelbar nördlich des Herrenhauses. Er entstand durch Anstauen des Engelsea Brook, der heute noch durch den Park verläuft. Auch neue Zufahrtswege wurden entworfen. Der See lief 1941 aus, weil ein Damm brach, und das Gelände ist heute frisch mit Pappeln bepflanzt. Eine steinerne Neptun-Statue mit einer angelehnten Frauenfigur, die ursprünglich am Seeufer aufgestellt war, steht nun im lichten Wald; sie stammt vom Anfang des 19. Jahrhunderts. Ein Bootshaus, das ursprünglich am Ende des Sees stand, hatte 2007 eine Renovierung nötig. Ein Friedenstempel stand ursprünglich am Nordufer des Sees, wurde aber irgendwann nach 1892 zerstört. Ein großer Teil des Parks ist heute mit lichtem Mischwald bedeckt, z. B. dem Rockery Wood oder dem Temple of Peace Wood.

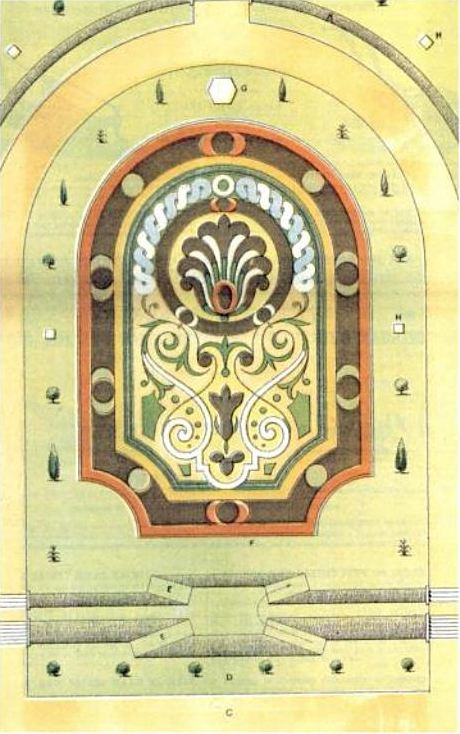
W. A. Nesfields Plan des nördlichen Parterre

Um 1840–1850 legte William Andrews Nesfield formelle Gärten für Hungerford Crewe rund um das Herrenhaus an. Nesfields Arrangement beinhaltete Statuen, gekieste Wege und raffinierte Parterren mit niederen Buchshecken und farbigen Mineralen. Auch balustrierte Terrassen wurden an der Nord- und Südseite des Herrenhauses angelegt, vermutlich von E. M. Barry. Sie enthielten Statuen von Löwen, Greifen und anderen heraldischen Tieren, genau wie im Treppenhaus im Inneren des Herrenhauses. Durch die militärische Nutzung des Herrenhauses im Zweiten Weltkrieg allerdings wurden Teile der Gärten zerstört; in der Nähe des Herrenhauses wurden zusätzliche Gebäude für die Armee errichtet und das Gelände vor dem Herrenhaus diente als Aufmarschplatz. Später wurde es umgepflügt, um Kartoffeln anzupflanzen. Das Gelände wurde dann weiter vernachlässigt, während das Herrenhaus als Bürogebäude diente. So überlebte nur wenig bis heute, am ehesten die Terrassen, Tore und Statuen. 2009 nahm English Heritage Crewe Hall ins Heritage at Risk Register als sehr gefährdet auf. Dabei wurde berücksichtigt, dass der historische Charakter der Gärten und des Parks durch die kürzliche Umwandlung in einen Hotelkomplex gefährdet wurde, insbesondere durch das Konferenzzentrum, die Therme und die zugehörigen Parkplätze.

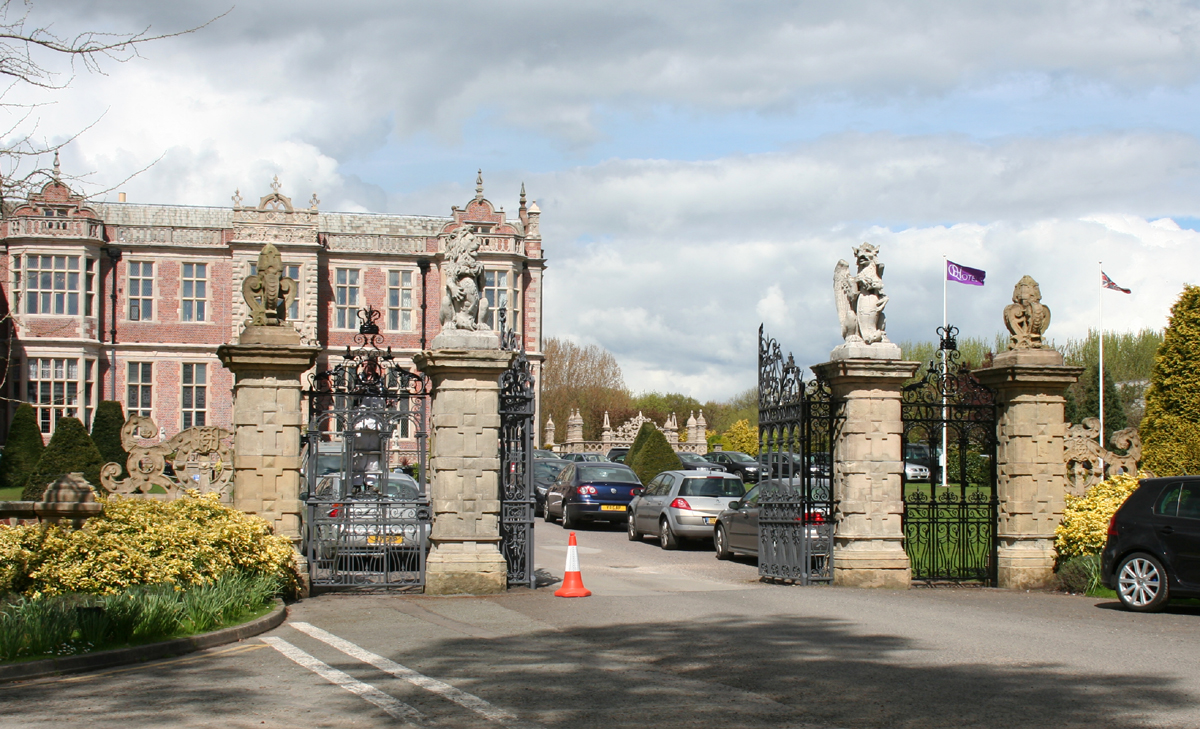
Einfahrtstor von Cubitt & Co.

Das Einfahrtstor und die Gartenmauer, die die Gärten vom Park und dem Bauernland abtrennen, stammen aus dem Jahr 1878 und gelten als historische Gebäude II. Grades. Die schmiedeeisernen Tore von Cubitt & Co. waren im selben Jahr auf der Weltausstellung in Paris ausgestellt. Zwei einzelne Tore und ein doppelflügliges inneres Tor hängen an vier Sandsteinpfeilern. Die beiden äußeren Pfeiler werden von knospenförmigen Gebilden gekrönt, die auf Rollwerk lagern; die beiden inneren tragen einen Löwen und einen Greif, genau wie die Statuen auf den Terrassen. Die unteren Torfelder zeigen lyraähnliche Muster mit Blatt- und Speerspitzenmotiven, die oberen jakobinische Bögen. Die prächtigen Toraufsätze zeigen Schilde und Embleme mit Kronen, Scheiben und Sicheln. Die inneren Tore tragen die Inschrift Quid retribuam domino (dt. Was kann ich Gott zurückgeben?), die äußeren tragen das Datum. Die Gartenmauer aus Ziegeln mit Steinverkleidungen zeigen Arkaden und aufgesetzte Säulen mit Kielbogendächern, die so geschnitten sind, dass sie mit den Fliesen des Turms am Herrenhaus zusammenpassen. Ein weiteres Detail der Gärten, das bis heute überlebt hat, ist eine Sonnenuhr aus dem 19. Jahrhundert, die als historisches Bauwerk II. Grades gelistet ist und hinter dem Herrenhaus steht.

## Gutshof Crewe

### Geschichte
Der ursprüngliche Gutshof, den Randolph Crewe 1608 kaufte, beinhaltete die Herrenhäuser Crewe Green, Barthomley und Haslington und kostete über 6000 £. Ländereien von den Gutshöfen Offley in Staffordshire und Done in Cheshire kamen durch Heirat und Erbe am Ende des 17. Jahrhunderts und Anfang des 18. Jahrhunderts hinzu. Wie die anderen großen Gutshöfe in Cheshire, prosperierte Crewe Hall im 18. Jahrhundert. Der Gutshof umfasste 1804 Land und Eigentum in Barthomley, Burgwardsley, Crewe, Crowton, Elton, Hale, Northroad, Rushton, Sandbach, Spurstow, Tattenhall, Warmingham und Weston in Cheshire sowie Madley in Staffordshire und Muxton in Shropshire. Der Großteil des Landes wurde zur Milchviehhaltung verwendet, aber es gab auch Feldwirtschaft. Die Pachthöfe reichten von Kleinhäusern mit unter 1 Hektar bis zu Großbauernhöfen mit über 120 Hektar. Die Gärten, der Park und der Bauernhof des Grundherren umfassten 236 Hektar. Hungerford Crewe war 1871 fünftgrößter Landeigner im County, ihm gehörten 4107 Hektar. Der Großteil des Gutshofes Crewe wurde von Robert Crewe-Milnes 1936 an das Herzogtum Lancaster verkauft.

### Gebäude auf dem Gutshof

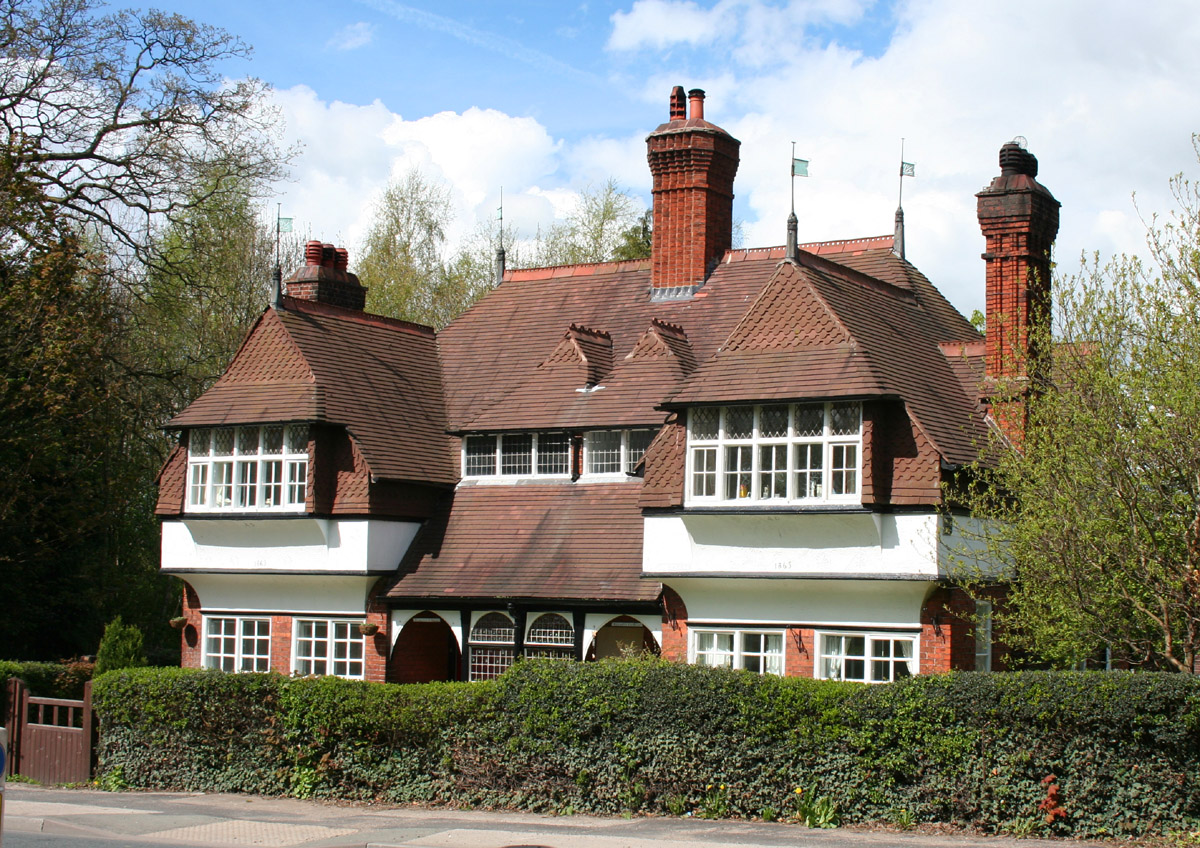
Bauernhöfe Stowford und Magnolia

Das Bauernhaus Crewe Hall, der Bauernhof des Grundherren, steht am Rand des Anwesens, 400 Meter südöstlich des Herrenhauses. Er stammt aus dem Jahre 1702 und wurde von English Heritage als historisches Gebäude II. Grades gelistet. Das zweistöckige Gebäude mit fünf Jochen wurde mit braunen Ziegeln erbaut und hat ein Schieferdach. Zwei der angrenzenden Bauernhäuser aus den Jahren 1883 bzw. 1884, sind ebenfalls gelistet. Seit 2009 baut das Herzogtum Lancaster Gebäude auf dem Gelände in Mietbüros um. Darunter sind auch zwei gelistete historische Gebäude. Insgesamt entstehen 2590 m² Bürofläche.
Etliche Bauernhöfe in der Nähe der Weston Lodge wurden von W. E. Nesfield zwischen 1860 und 1866 entworfen; sie zählen zu seinen frühesten Werken. Dazu gehören die Bauernhöfe Stowford und Magnolia von 1864 bzw. 1865, die Pevsner als “cheerful and just a little Kate Greenaway” (dt.: „heiter und ein bisschen Kate Greenaway“) beschreibt, Smithy (um 1865), und Fir Tree (1865), alle als historische Gebäude II. Grades gelistet, ebenso wie das halb hölzerne Bauernhaus an der Weston Road. Anders als das Herrenhaus im jakobinischen Stil und seine Einrichtung im typisch viktorianischen Stil ist der Stil der Bauernhäuser von dem in den “Home Countries” (Gebiet um London) üblichen abgeleitet. Details wie Fliesen, Rauputz, Fußwalmdach und hohe Kamine sind typisch dafür. Pevsner schreibt Nesfield die Einführung dieser Details in Cheshire zu.

## Heutiges Hotel und Gutshof

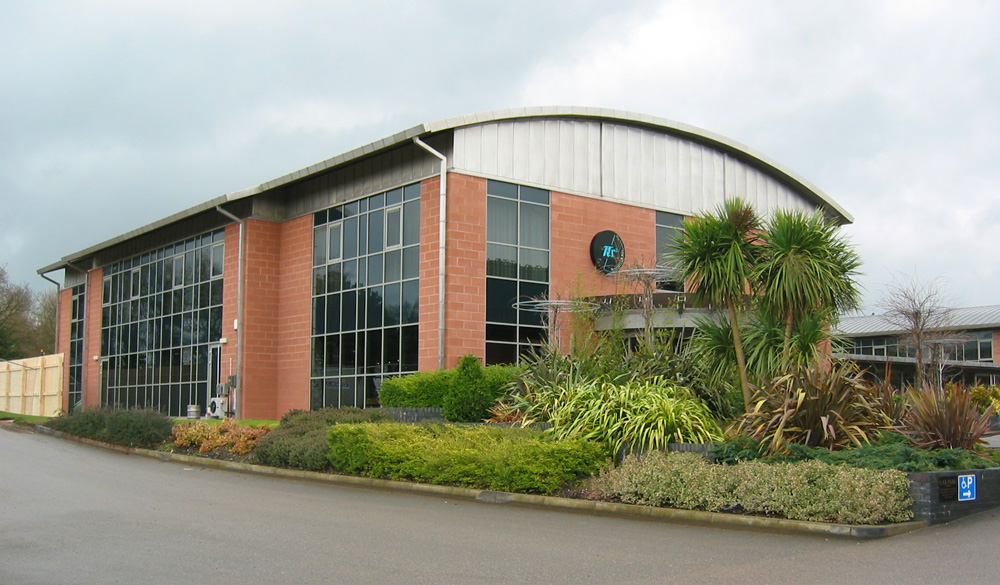
Brasserie der Crewe Hall

Seit 2013 ist Crewe Hall ein Hotel der QHotel-Gruppe. Es ist von 3,2 Hektar Parkland umgeben und bietet ein Restaurant, eine Brasserie, ein Konferenzzentrum, Tennisplätze und einen Fitnessclub mit Turnhalle, Spa und Schwimmbad. Das Hotel hat 117 Zimmer, wovon 25 im alten Herrenhaus liegen. Das Hotel ist vom AA (britischer Automobilclub) mit vier Sternen bewertet worden, das Restaurant und die Brasserie haben je zwei AA-Rosetten. Der Festsaal hat eine Lizenz für zivile Trauungen. Das Herrenhaus und der Park sind heute nur Hotelgästen zugänglich. Dem Herzogtum Lancaster gehört der Gutshof, der vorwiegend für Milchwirtschaft und als Wald genutzt wird. In der Nähe der Stadt Crewe sowie in der Crewe Hall Farm gibt es andere wirtschaftliche Nutzungen.

## Galeriebilder

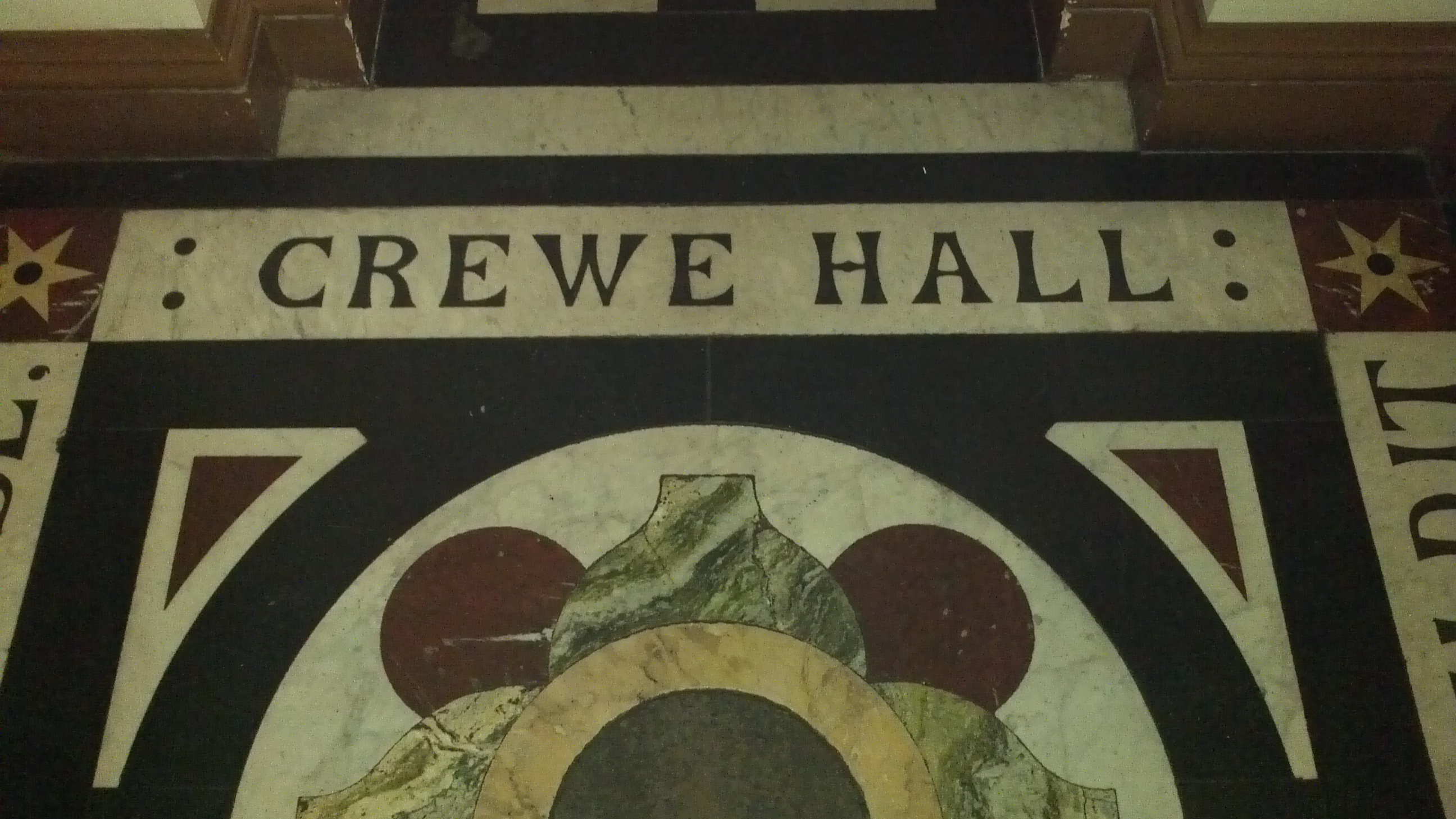
Crewe Hall
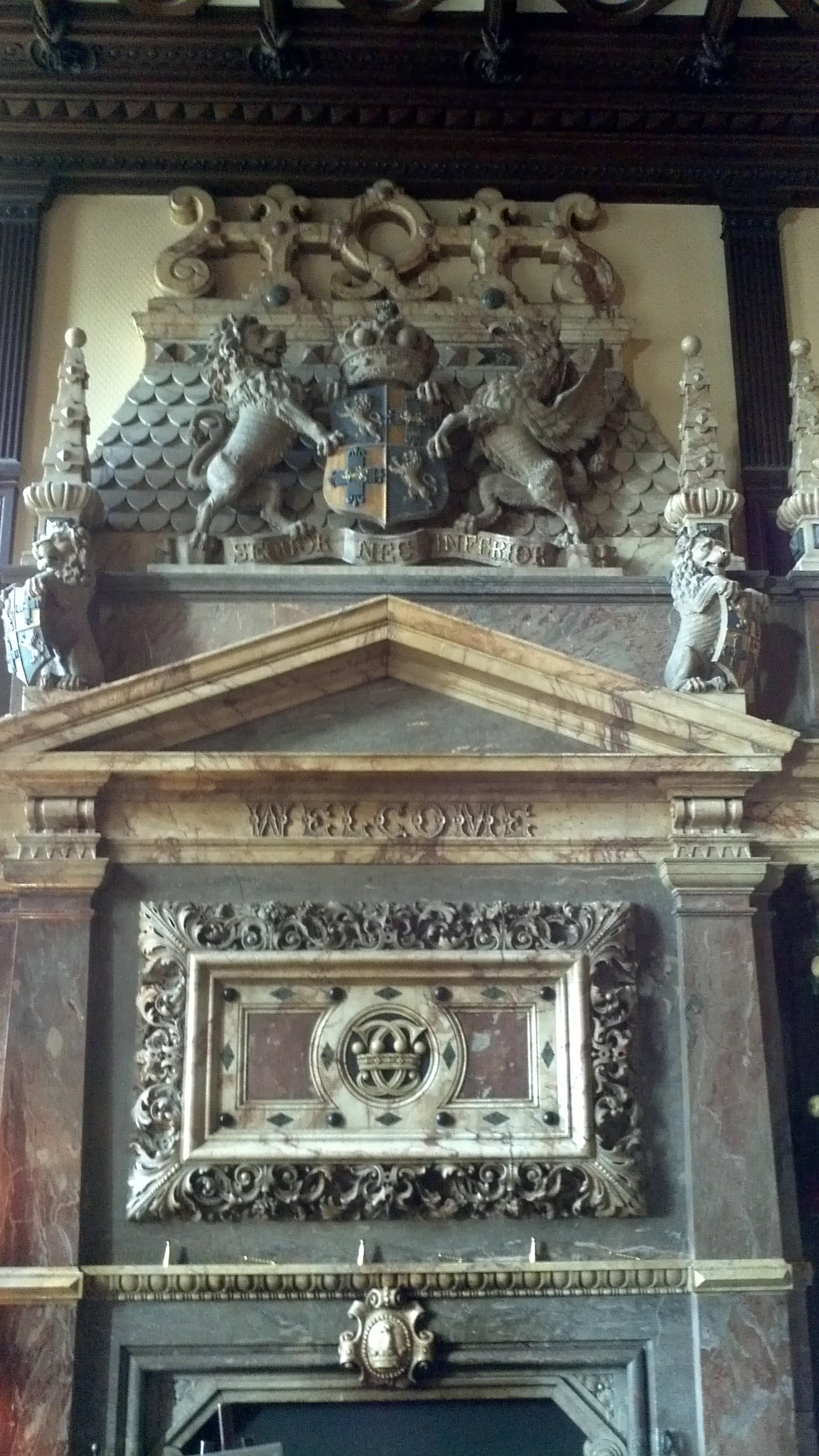
Offener Kamin in der Empfangshalle mit dem Wappen von Crewe
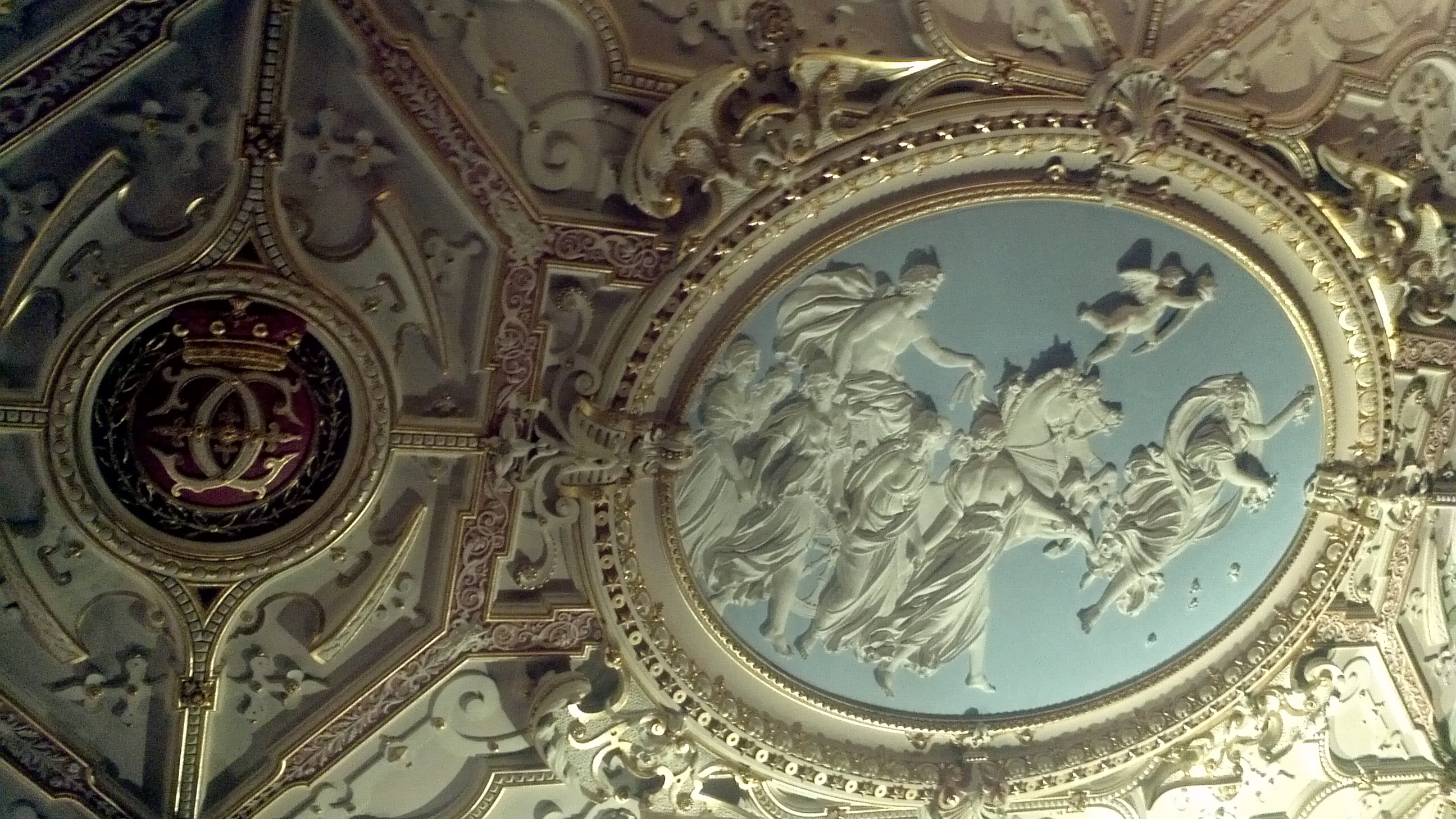
Wedgwood-Decke in der Bibliothek mit der Göttin Aurora neben den verschlungenen „C“s des Crewe-Wappens